# Retrato pictórico
Véase Retrato para saber más sobre el tema en general de los retratos.

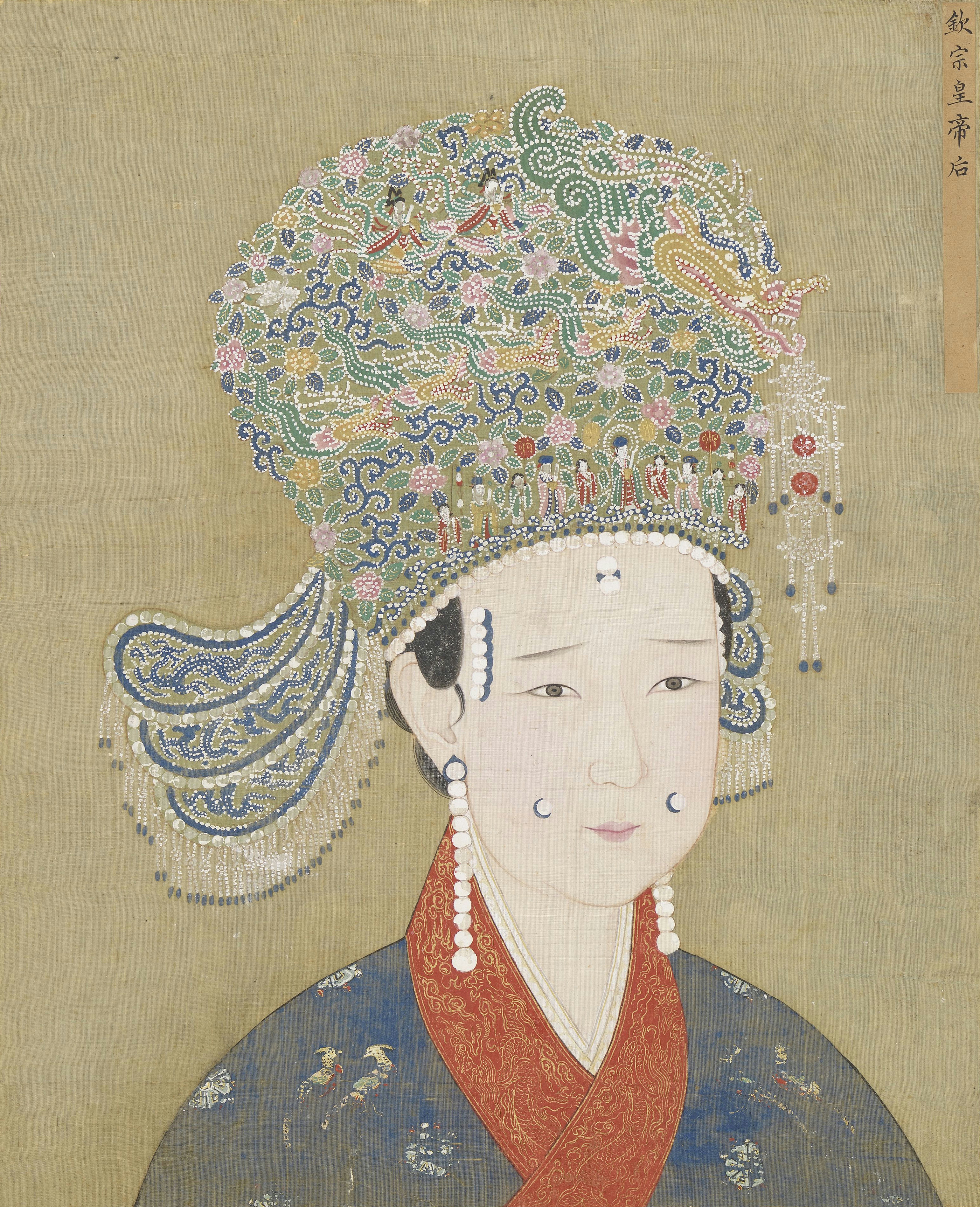
«Retrato de corte» oficial chino de la emperatriz y esposa del emperador Qinzong, de la dinastía Song (1100 - 1161).

El retrato pictórico es un género dentro de la pintura, en el que se pretende representar la apariencia visual del sujeto, en particular cuando lo que se retrata es un ser humano, aunque también pueden representarse animales. Los retratistas trabajan por encargo, tanto de personas públicas como de particulares, o inspirados por la admiración y el afecto hacia el protagonista. A menudo son documentos de familia o de Estado, así como recuerdos de la persona retratada. Cuando el artista se retrata a sí mismo se trata de un autorretrato.
Históricamente, se ha representado a los ricos y poderosos. Pero con el tiempo, se difundió entre la clase media el encargo de retratos de sus familias y colegas. Aún hoy, persiste la pintura de retrato como encargo de gobiernos, corporaciones, asociaciones o individuos.
Dentro de la jerarquía de los géneros, el retrato tiene una postura ambigua e intermedia; por un lado, representa a una persona hecha a semejanza de Dios, pero por otro lado, al fin y al cabo se trata de glorificar la vanidad de una persona.

## Técnica y práctica

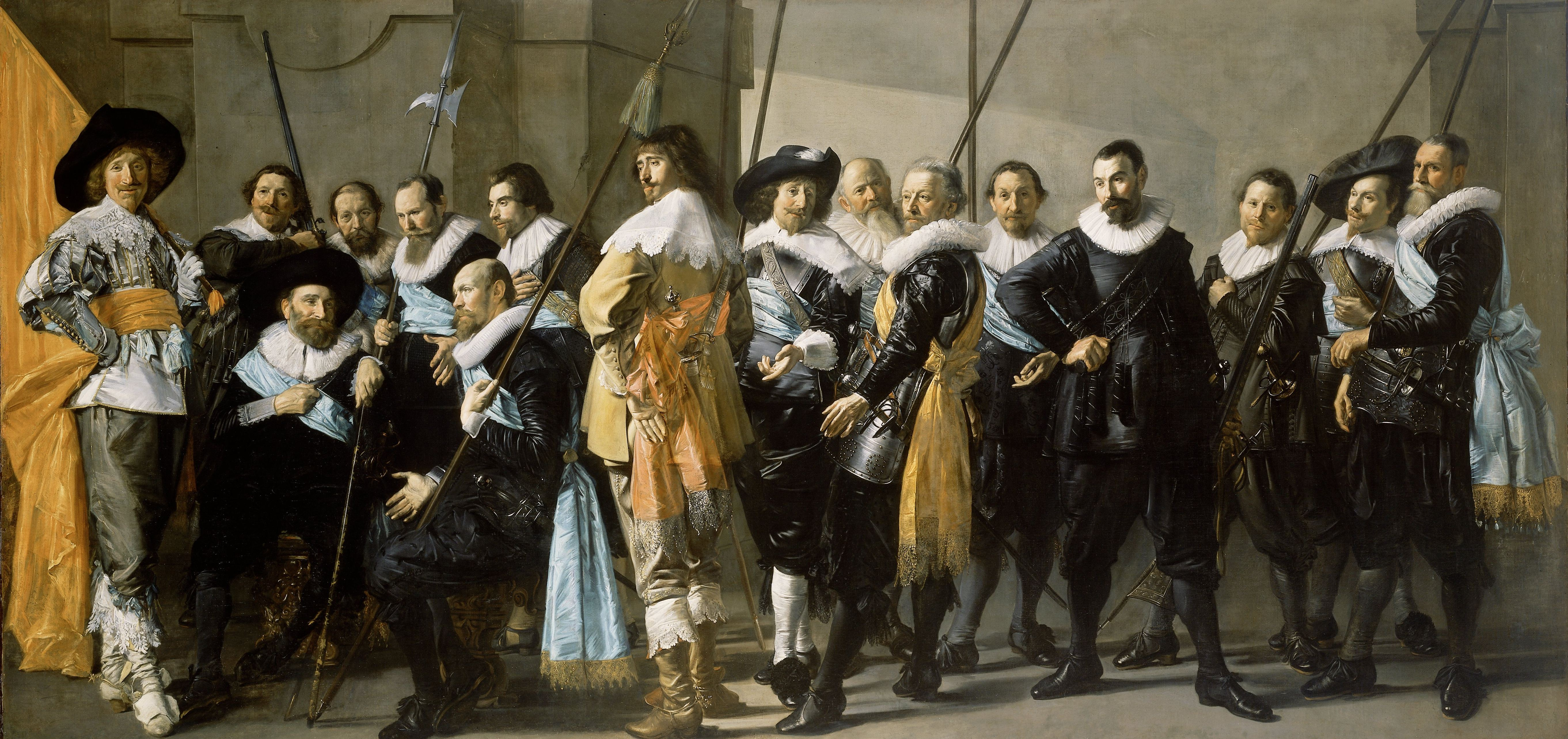
«Retrato de grupo»: Frans Hals y Pieter Codde, Compañía del capitán Reynier Reael (La flaca compañía), 1633-37, óleo sobre lienzo, 207,2 × 427,5 cm, Rijksmuseum, Ámsterdam. Magnífico ejemplo de un retrato colectivo.

Un retrato bien ejecutado se espera que represente la esencia interior del sujeto desde el punto de vista del artista y no solo la apariencia externa. Como afirmó Aristóteles, «El objetivo del arte no es presentar la apariencia externa de las cosas, sino su significado interno; pues esto, y no la apariencia y el detalle externos, constituye la auténtica realidad». Los artistas pueden esforzarse por un realismo fotográfico o un parecido impresionista, pero no se trata de una caricatura, que pretende revelar el carácter a través de la exageración de los rasgos físicos. El artista en general intenta un retrato representativo, como afirmó Edward Burne-Jones: «La única expresión que se puede permitir en la gran retratística es la expresión del carácter y la cualidad moral, no nada temporal, efímero o accidental».
En la mayor parte de los casos esto da como resultado una apariencia seria, una mirada fija de labios apretados, siendo históricamente raro que se encuentre algo más allá de una ligera sonrisa. O como lo expresó Charles Dickens, «sólo hay dos clases de retratos pictóricos: el serio y el de la sonrisita». Incluso con estas limitaciones, es posible lograr una amplia gama de sutiles emociones, desde una amenaza tranquila a un amable contento. Si la boca se mantiene relativamente neutral, ha de crearse gran parte de la expresión facial a través de los ojos y las cejas. Como afirma el escritor y artista Gordon C. Aymar, «los ojos son el lugar al que se mira para la información más completa, fiable y pertinente» sobre el sujeto. Y las cejas pueden registrar, «casi ellas por sí solas, maravilla, pena, miedo, dolor, cinismo, concentración, nostalgia, desagrado y esperanza, en infinitas variaciones y combinaciones».
Al protagonista se le puede representar de cuerpo entero, medio cuerpo, cabeza y hombros o cabeza, así como de perfil, medio vuelto, tres cuartos o de frente, recibiendo la luz de diversas direcciones y quedando en sombra partes diferentes. Ocasionalmente, los artistas han creado retratos con múltiples puntos de vista, como con el Triple retrato de Carlos I efectuado por Anton van Dyck. Hay incluso algunos retratos donde no se ve el rostro del sujeto; ejemplo de ello es Christina's World (1948), de Andrew Wyeth, en el que la postura de la muchacha minusválida vuelta de espaldas se integra con la ambientación en la que se encuentra para expresar la interpretación del artista.

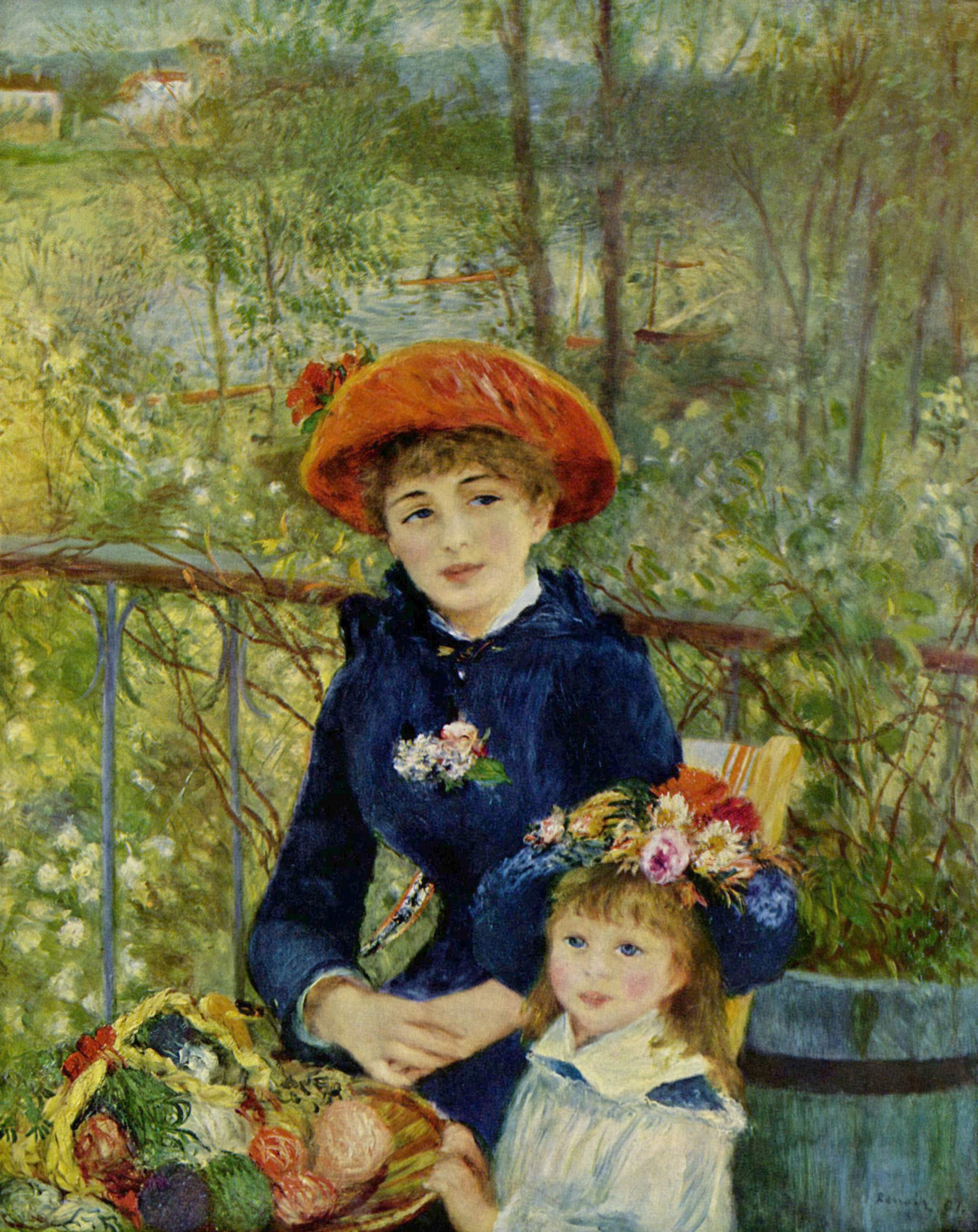
Retrato colorido: Pierre-Auguste Renoir, En la terraza, 1881, óleo sobre lienzo, 100 × 80 cm, Instituto de Arte, Chicago.

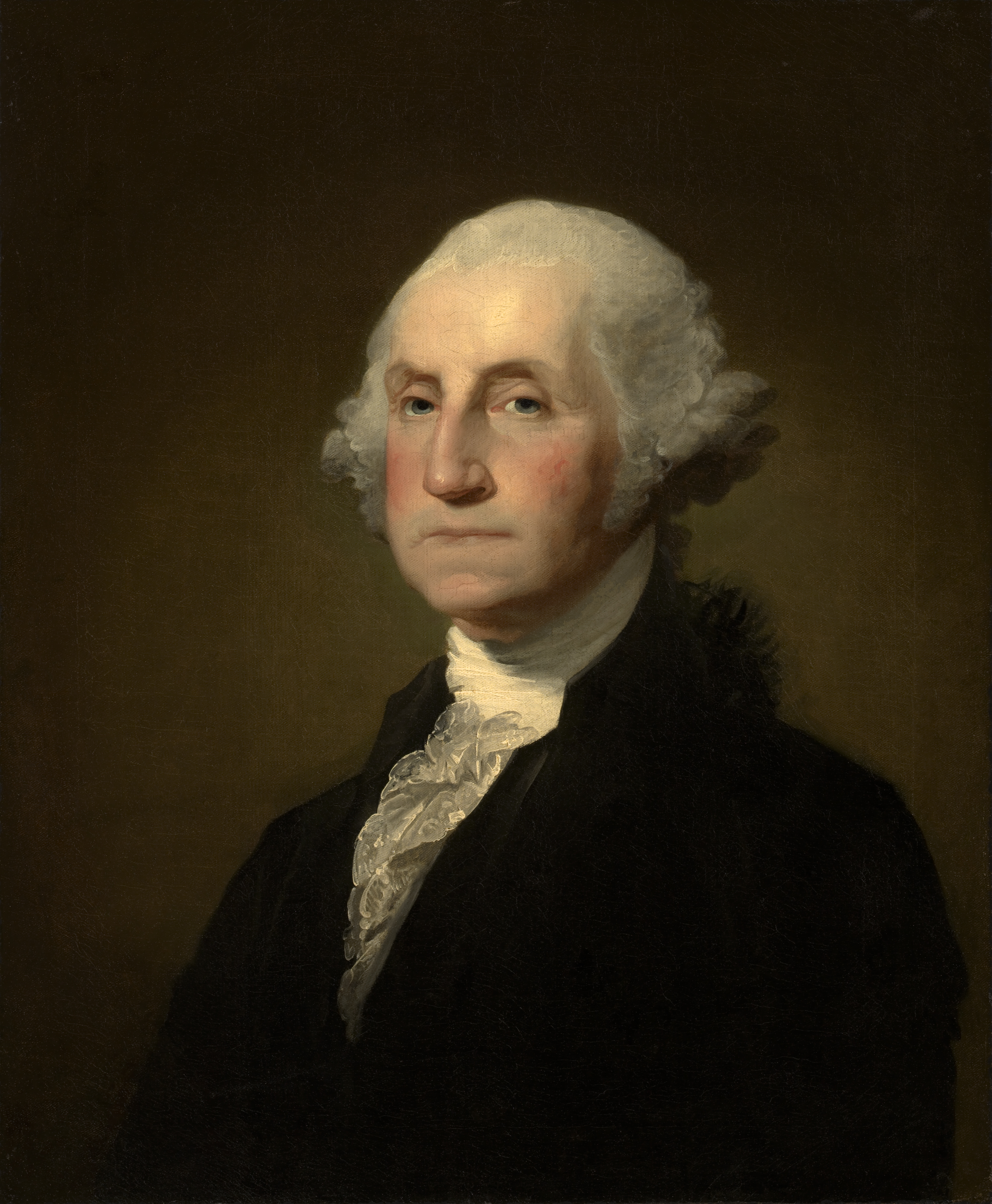
Retrato prácticamente en blanco y negro: Gilbert Stuart, Retrato de George Washington, h. 1796, óleo sobre lienzo, 73,5 × 61,1 cm, Sterling and Francine Clark Art Institute, Williamstown.

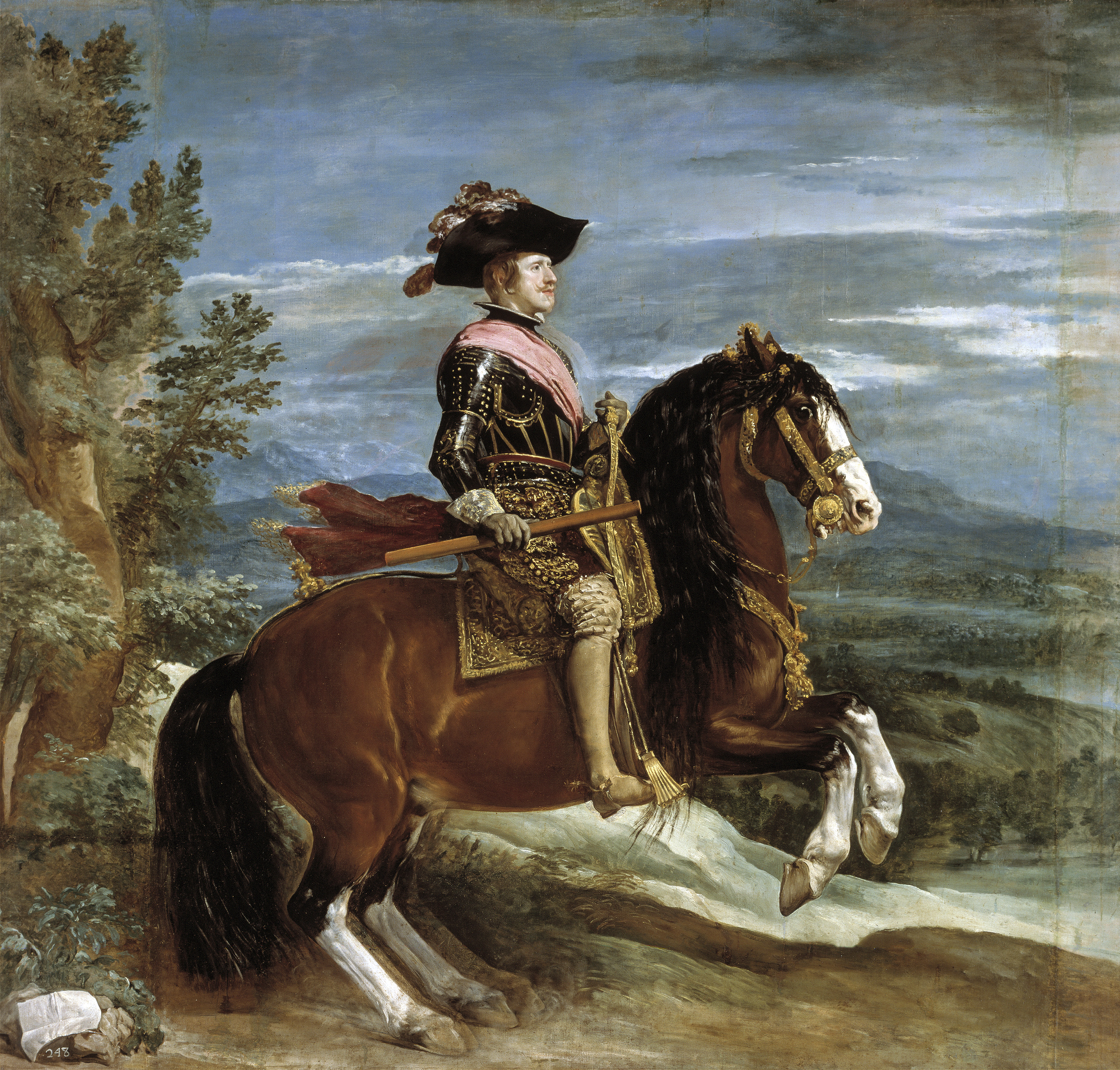
«Retrato ecuestre»: Diego Velázquez, Felipe IV a caballo, hacia 1635, óleo sobre lienzo, 301 × 317 cm, Museo del Prado, Madrid.

Entre otras variaciones, el sujeto puede estar vestido o desnudo; dentro de casa o en exterior; de pie, sentado, reclinado; incluso montado a caballo (retrato ecuestre). Las pinturas de retrato pueden ser de individuos, parejas, padres e hijos, familias, o grupos de colegas («retrato de grupo»). Pueden crearse en medios diversos entre ellos óleo, acuarela, tinta y pluma, lápiz, carboncillo, pastel y técnica mixta. Los artistas pueden emplear una amplia paleta de colores, como En la terraza de Renoir (1881) o limitarse a casi blanco y negro, como en el retrato que Gilbert Stuart hizo de George Washington en 1796.
A veces también tiene relevancia el tamaño del cuadro. Los enormes retratos de Chuck Close que tienen como destino mostrarse en un museo difieren grandemente de la mayoría de los retratos, creados para colocarse en una casa particular o llevarse con facilidad de un lugar a otro. Es frecuente que el artista tome en consideración dónde colgará el retrato final y el color y el estilo de la decoración que lo va a rodear.
Crear un retrato puede llevar un tiempo considerable, y requiere generalmente varias sesiones de posado. Cézanne, por ejemplo, insistía en más de 100 sesiones de sus retratados. Goya, por su parte, prefería un largo posado de un día. La media es de alrededor de cuatro. Los retratistas a veces muestran a sus protagonistas una serie de dibujos o fotos para que el modelo elija su postura favorita, como hacía Joshua Reynolds. A veces, como Hans Holbein el Joven, dibujaban el rostro y luego completaban el resto de la pintura sin que el retratado estuviera posando. En el siglo XVIII podría tardarse un año desde el encargo hasta la entrega del retrato acabado al cliente.
Tratar con las expectativas y el estado de ánimo del modelo es una seria preocupación para el retratista. En cuanto a la fidelidad del retrato respecto a la apariencia del modelo, los artistas suelen tener un enfoque coherente. Los clientes que buscaban a Joshua Reynolds sabían exactamente que el resultado sería halagador, mientras que los modelos de Thomas Eakins esperarían un retrato realista. Algunos retratados tienen fuertes preferencias, otros dejan que el artista decida por completo. Es famoso Oliver Cromwell por haber exigido que su retrato mostrase «todas estas asperezas, granos y verrugas y todo lo que véis en mi, de otro modo nunca pagaré un penique por él».
Después de hacer que el modelo esté cómodo y animándole a que adopte una pose natural, el artista estudia al sujeto, buscando entre las posibles expresiones faciales, aquella que satisface su concepto de la esencia del modelo. La postura del sujeto también se considera con cuidado para revelar su estado emocional y físico, lo mismo que ocurre con la vestimenta. Para mantener al modelo implicado y motivado, el artista hábil a menudo mantendrá un comportamiento y conversación agradables. Élisabeth Vigée-Lebrun aconsejaba a los compañeros artistas que elogiaran a las mujeres y su apariencia para obtener su cooperación en el posado.
Para tener éxito en la ejecución de un retrato es esencial dominar la anatomía humana. Los rostros humanos son asimétricos y un retratista habilidoso reproduce esto con sutiles diferencias entre la izquierda y la derecha. Los artistas tienen que conocer los huesos que quedan debajo y la estructura del tejido para hacer un retrato convincente.
Para composiciones complejas, el artista haría primero un esbozo completo, con lápiz, tinta, carboncillo o al óleo, lo que es particularmente útil si es limitado el tiempo de que dispone el modelo para posar. La forma general, entonces con un parecido aproximado, se esboza sobre el lienzo en lápiz, carboncillo u óleo fino. En muchos casos, el rostro se completa primero, y el resto después. En los talleres de muchos de los grandes retratistas, el maestro haría solo la cabeza o las manos, mientras que la ropa y el fondo se completarían por los aprendices principales. Había incluso especialistas de exterior que trataban temas específicos como la ropa y sus dobleces, como Joseph van Aken. Algunos artistas del pasado usaban maniquíes o muñecas para ayudar a establecer y ejecutar la pose y la ropa. El uso de elementos simbólicos colocados alrededor del modelo (incluyendo signos, ajuar doméstico, animales y plantas) se usó a menudo para presentar codificado en la pintura el carácter religioso o moral del sujeto, o con símbolos representando la ocupación del modelo, sus intereses o su estatus social. El fondo puede ser totalmente negro y sin contenido o toda una escena que sitúa al modelo en su medio social o recreativo.

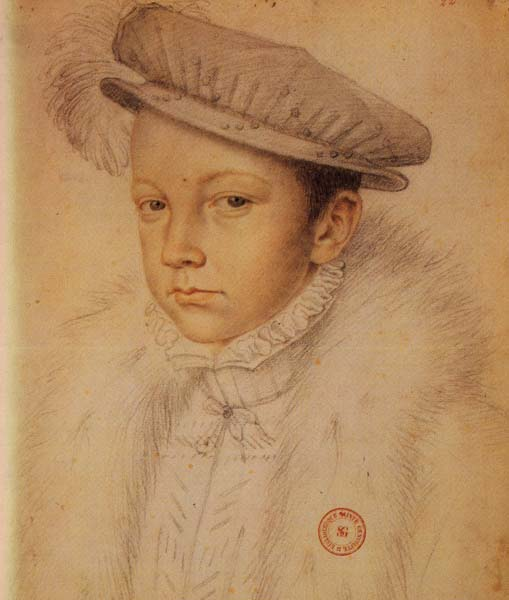
Retrato realizado en grafito y sanguina sobre papel: François Clouet, Francisco II, 1560, 33,5 × 23,4 cm, Biblioteca Nacional de Francia, París.

El autorretrato puede considerarse como un subgénero dentro del más amplio del retrato. Ya en la Edad Media los artistas no firmaban la obra pero sí podían aparecer dentro de la escena religiosa. Los autorretratos se producen generalmente con ayuda de un espejo y el resultado acabado es un retrato de la imagen en el espejo, lo inverso a lo que ocurre en un retrato normal en que el modelo y el artista están sentados uno frente al otro. En un autorretrato un artista diestro parece que sostiene el pincel con la mano izquierda a menos que el artista, deliberadamente corrija la imagen o use un segundo espejo mientras pinta. Como en el retrato en general, se observan dos tendencias dentro de autorretrato: la psicológica y la de corte. En el autorretrato «personal» o psicológico, el pintor se escudriña a sí mismo sin piedad, reflejando su realidad y sin que se evidencie en muchas ocasiones que quien se está retratando es el propio pintor; ejemplo de ello es el Autorretrato con visera, pastel de Chardin de 1775. En el «profesional», en cambio, el pintor aparece revestido de sus atributos típicos como el pincel y la paleta y con la solemnidad de expresión y la vestimenta de lujo como ocurre en los dos Autorretratos que hizo Poussin al final de su vida.
Ocasionalmente el cliente o su familia quedan insatisfechos con el resultado y el artista se ve obligado a retocarlo o rehacerlo o abandonar el encargo sin cobrar nada, sufriendo la humillación del fracaso. El célebre retrato que hizo Jacques-Louis David de Madame Récamier, muy popular en las exposiciones, fue rechazado por la modelo, como el tristemente célebre Retrato de Madame X, obra de John Singer Sargent. El retrato del General George Washington de John Trumbull fue rechazado por el comité que lo encargó. El muy irritable Gilbert Stuart una vez replicó ante la insatisfacción de un cliente respecto al retrato de su mujer contestando: «Me trajo una patata, ¡y espera un melocotón!».
Un retrato exitoso, sin embargo, puede ganar la gratitud vitalicia del cliente. El Conde Balthazar quedó tan encantado con el retrato que Rafael le hizo a su mujer que dijo al artista: «Tu imagen... por sí sola puede aligerar mis preocupaciones. Esa imagen es mi placer; le dirijo sonrisas, es mi alegría».

## Historia

### Primeros retratos
Las raíces del retrato es probable que se encuentren en los tiempos prehistóricos, aunque pocas obras sobreviven de aquel entonces. En el arte de las antiguas civilizaciones del Creciente Fértil, especialmente en Egipto, abundan las representaciones de gobernantes y dioses. Sin embargo, no eran retratos que representaran la auténtica fisonomía del retratado, sino que estaban muy estilizados, y la mayoría de perfil, usualmente sobre piedra, metal, arcilla, yeso o cristal. La pintura de personajes destacados se remonta en China al año 1000 a. C., pero no sobrevive ninguno de aquella época. El retrato chino más antiguo que se conserva es de alrededor del año 1000.

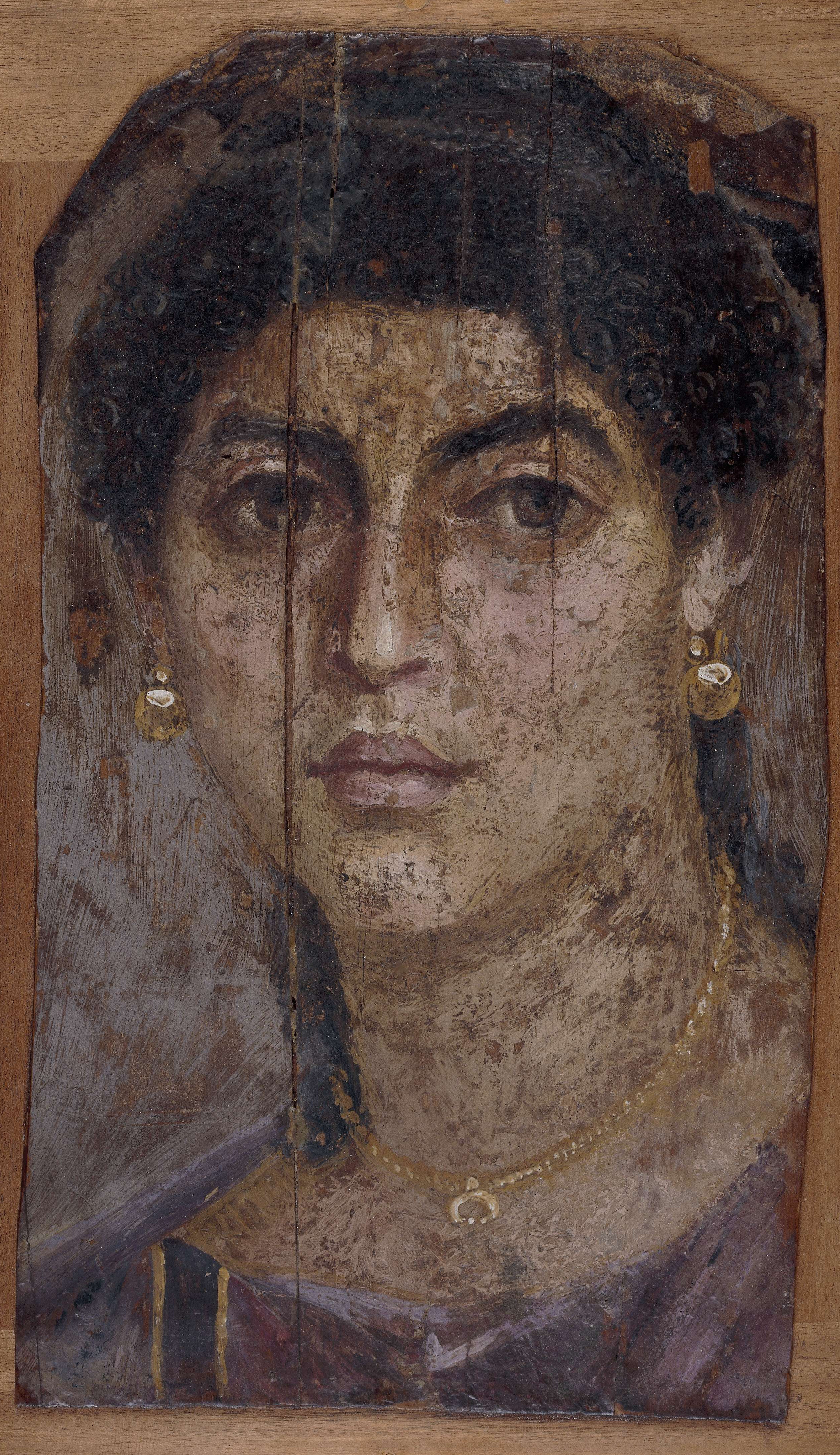
Retrato funerario romano-egipcio de una mujer, en Fayum.

Entre los retratos más antiguos de gente particular, que no fueran reyes ni emperadores, se encuentran los retratos funerarios que han sobrevivido en el clima seco del distrito de Fayum en Egipto. Son los únicos retratos de la era Romana que han sobrevivido hasta nuestros días, aparte de los frescos, aunque se sabe por los escritos de Plinio el Viejo que la pintura retratística estaba bien establecida en tiempos de la Antigua Grecia, y la practicaban tanto hombres como mujeres. En su época, Plinio se quejaba del estado de decadencia del arte del retrato romano: «La pintura de retratos que solía transmitir a través de los años la verdadera apariencia de la gente, ha desaparecido enteramente... La indolencia ha destruido el arte». Estos retratos del Egipto Romano son excepciones afortunadas. Presentan un cierto sentido realista de la proporción y del detalle individual, aunque en general los ojos tienen un tamaño demasiado grande y la habilidad artística varía considerablemente entre un artista y otro. Los retratos de Fayum estaban pintados sobre tabla o marfil con colores de cera y resina (encáustica) o con temple, e insertados en la envoltura de la momia, para permanecer con el cuerpo a través de la eternidad.
Los retratos más antiguos de la Edad Media aparecen en piedras funerarias y como parte de manuscritos iluminados, siendo un ejemplo de ello el autorretrato de la escritora mística Hildegard de Bingen (1152).

Para el 1300, los retratos de figuras alegóricas y bíblicas por parte de maestros como Giotto comenzaron a ganar relevancia en los retablos y en las pinturas murales en las iglesias, particularmente en el Norte de Italia. El más antiguo retrato fisonómico de la Edad Media se cree que fue el retablo de San Luis corona a su hermano Roberto de Anjou de Simone Martini (1317). La clase «media» de ciudades como Venecia, Florencia, Nápoles o Barcelona, financió obras de arte, tratándose a menudo de ricos banqueros que de esta manera expiaban el pecado de la usura. 

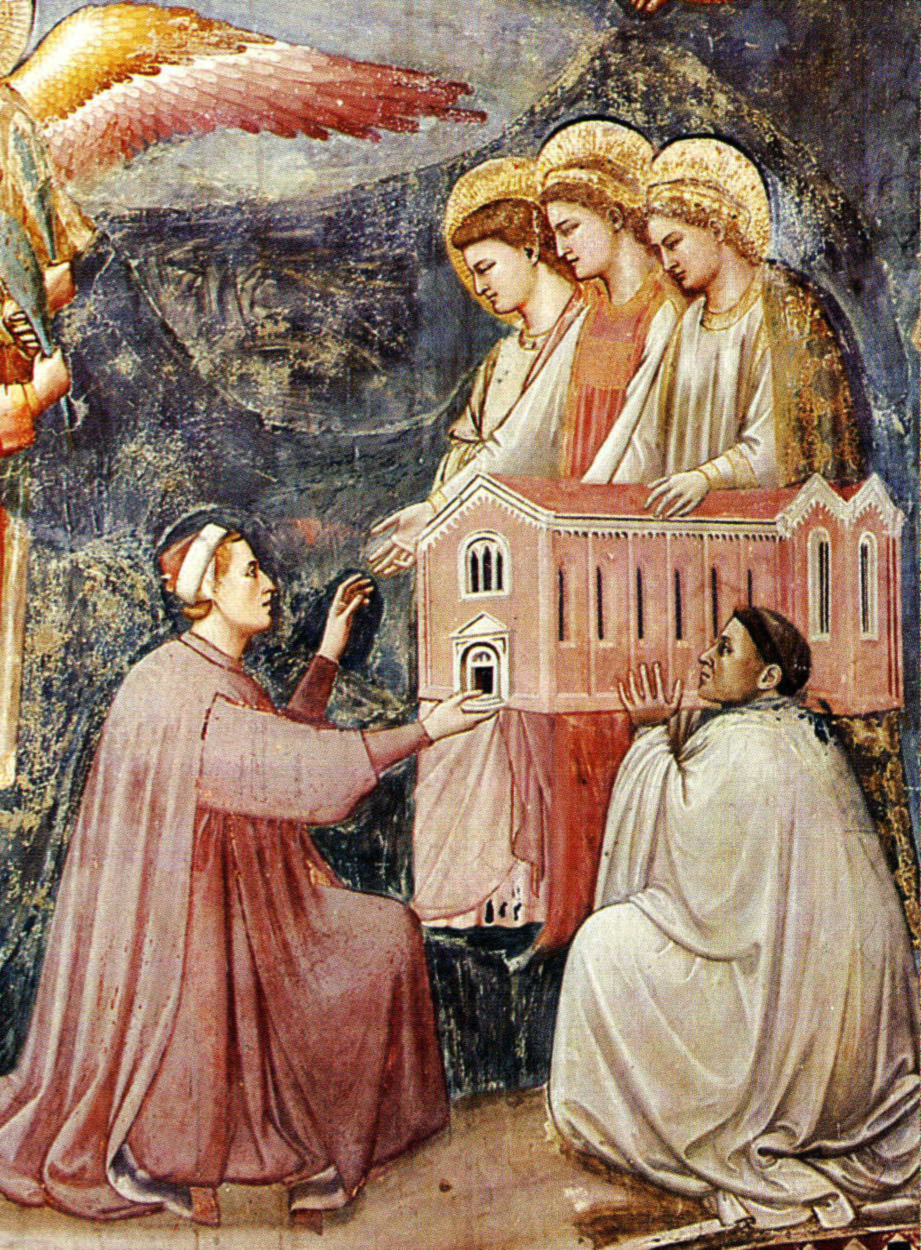
Giotto, Enrico Scrovegni dona a los ángeles una reproducción de la Capilla de los Scrovegni, Capilla de los Scrovegni, Padua.

Así nace la costumbre de representar a los donantes, es decir, la persona que encarga la obra religiosa, dentro de la propia composición religiosa, como ocurre con el marchante-banquero Enrico degli Scrovegni retratado en el acto de donar la famosa capilla a los ángeles, pintado por Giotto, o arrodillados a los pies de la figura sagrada, a menudo en proporciones menores como símbolo de su humildad frente a la divinidad. En los retablos aparece también el donante, generalmente en las alas laterales, y con el santo patrón de su nombre actuando como intermediario ante la figura de la Virgen o Jesucristo; puede verse en infinidad de obras góticas, como por ejemplo en el Díptico de Melun. La representación del donante fue cobrando relevancia a lo largo del segundo tercio del siglo XV, llegando, como en el caso de la Virgen del Canciller Rolin, a estar dentro de la misma estancia que la figura divina, al mismo tamaño y sin ser presentado por ningún santo como intermediario.
Entre 1350 y 1400, comienzan a reaparecer figuras seculares en frescos, como en la obra del Maestro Theodoric Carlos IV recibiendo vasallaje. Sin embargo, la perspectiva seguía siendo plana hasta la Trinidad de Masaccio (h. 1425), una de las primeras obras que crearon una perspectiva tridimensional e incluye figuras seculares en la pintura; es un primer ejemplo de retrato realista de los comitentes de una obra de arte, representados a tamaño natural respecto a la divinidad. Masaccio marcó el camino de la modernización de la pintura al fresco al adoptar una perspectiva más realista; Filippo Lippi colaboró con esta tendencia desarrollando contornos más afilados y líneas sinuosas y más tarde su alumno Rafael, ya en pleno Renacimiento, extendió el realismo en Italia hasta alcanzar un nivel mayor en las décadas siguientes con sus monumentales pinturas murales.

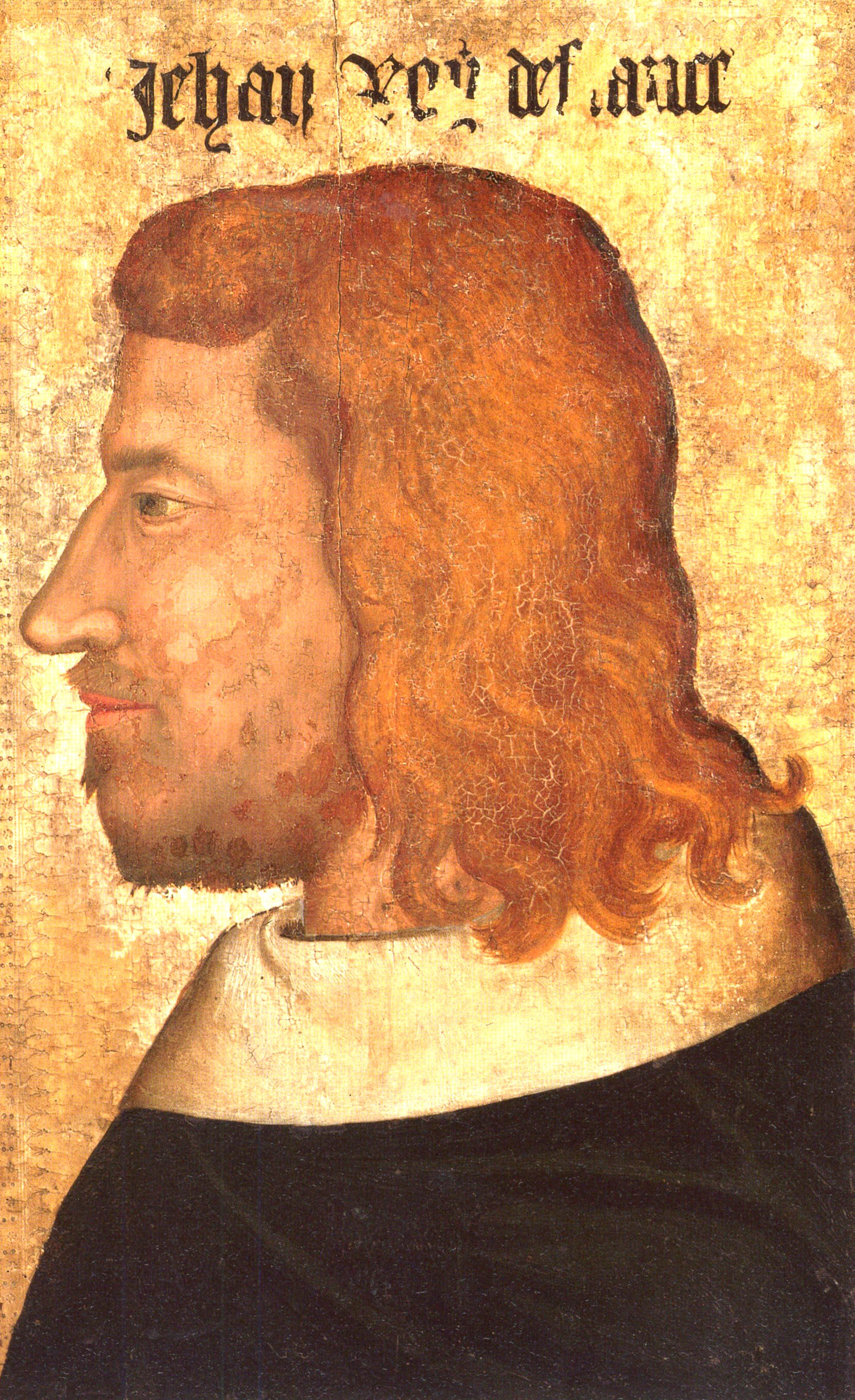
Retrato «de perfil»: Anónimo (escuela francesa), Juan II el Bueno, hacia 1360, temple y oro sobre tabla, 60 × 44,5 cm, Museo del Louvre, París.

Las primeras pinturas que en la Baja Edad Media tuvieron como tema exclusivo la representación de una persona, se dedicaban a reyes o nobles, como ocurre con el retrato anónimo de Juan II de Francia o el de los Duques de Urbino. Se realizaban de perfil, al modo de las medallas antiguas. En Borgoña y Francia surgieron retratistas como Robert Campin y Rogier van der Weyden, dedicados principalmente a las figuras religiosas pero más tarde de la nobleza, pintada en la primera mitad del siglo XV.

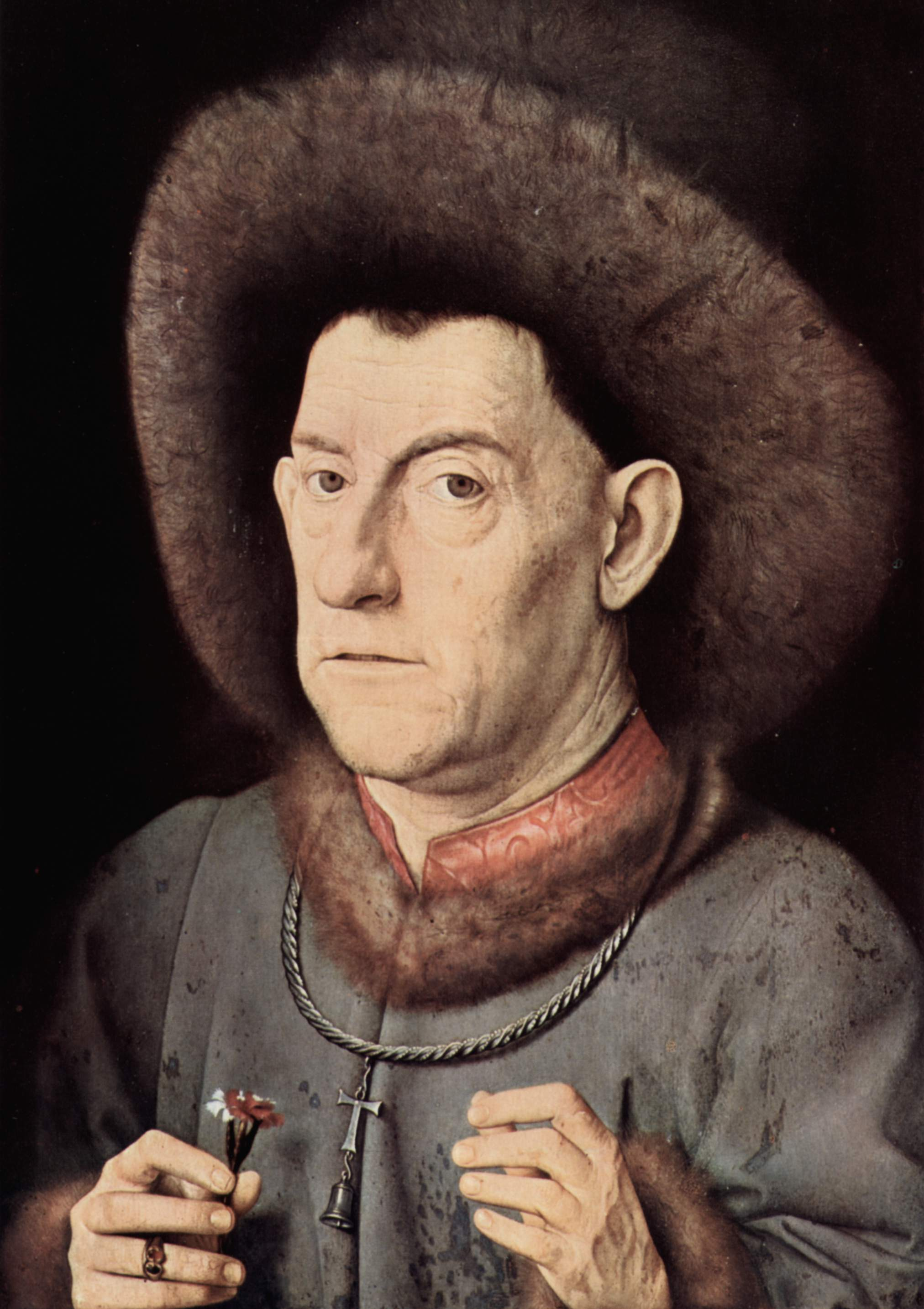
Retrato flamenco: Taller de Jan Van Eyck, Hombre con clavel, hacia ¿1420-1430?, óleo sobre tabla, 41,5 × 31,5 cm, Staatliche Museen, Berlín.

Los artistas del Norte de Europa marcaron el camino en retratos realistas de sujetos seculares. Su gran realismo y detalle obedece en gran medida a la técnica, entonces nueva, de la pintura al óleo que permite pinceladas más finas y mayores matices a través de las sucesivas capas o veladuras, mientras que en el sur de Europa seguía usándose el temple. Los artistas del Norte de Europa hicieron retratos diferentes respecto a los italianos: abandonaron el perfil en favor del medio perfil, los modelos miraban al espectador, las manos eran muchas veces visibles, y aparece en la pupila un punto blanco que transmitía mayor vitalidad. Eran retratos con perspectiva y volumen realista, con un minucioso tratamiento de la piel y sus irregularidades. Entre los primeros pintores que desarrollaron la técnica al óleo estuvo el neerlandés Jan van Eyck. Su Matrimonio Arnolfini (1434, National Gallery, Londres) es un hito del arte occidental, un ejemplo temprano de un retrato de pareja de cuerpo entero, pintado soberbiamente en ricos colores y exquisito detalle, además de estar lleno de simbolismo. Pero igualmente importante es que ejemplifica la recientemente desarrollada técnica de pintura al óleo. Entre 1470 y 1490 trabajó Hans Memling en Brujas. Petrus Christus destacó por su tendencia a la abstracción de las formas.
En estos retratos flamencos se lograba mayor realismo en el tratamiento de la piel y sus irregularidades; otra diferencia era que aparecían de busto, con las manos visibles y solían estar de medio perfil, mirando al espectador, colocando un punto blanco en la pupila para transmitir mayor vitalidad.

### El Renacimiento
El Renacimiento supuso una renovación del retrato pintado, resurgiendo en este período el retrato privado como tema independiente. Los retratos asumieron un papel importante en la sociedad renacentista y eran valorados como objetos y como representación del estatus y del éxito terrenal. Ello se debía al interés por el mundo natural y por las culturas de la Antigua Grecia y Roma. La pintura en general alcanzó un nuevo nivel de equilibrio, armonía y penetración y los grandes artistas (Leonardo, Miguel Ángel y Rafael) eran considerados «genios», elevándose por encima del nivel de los artesanos hasta ser servidores valiosos de la corte y la iglesia.

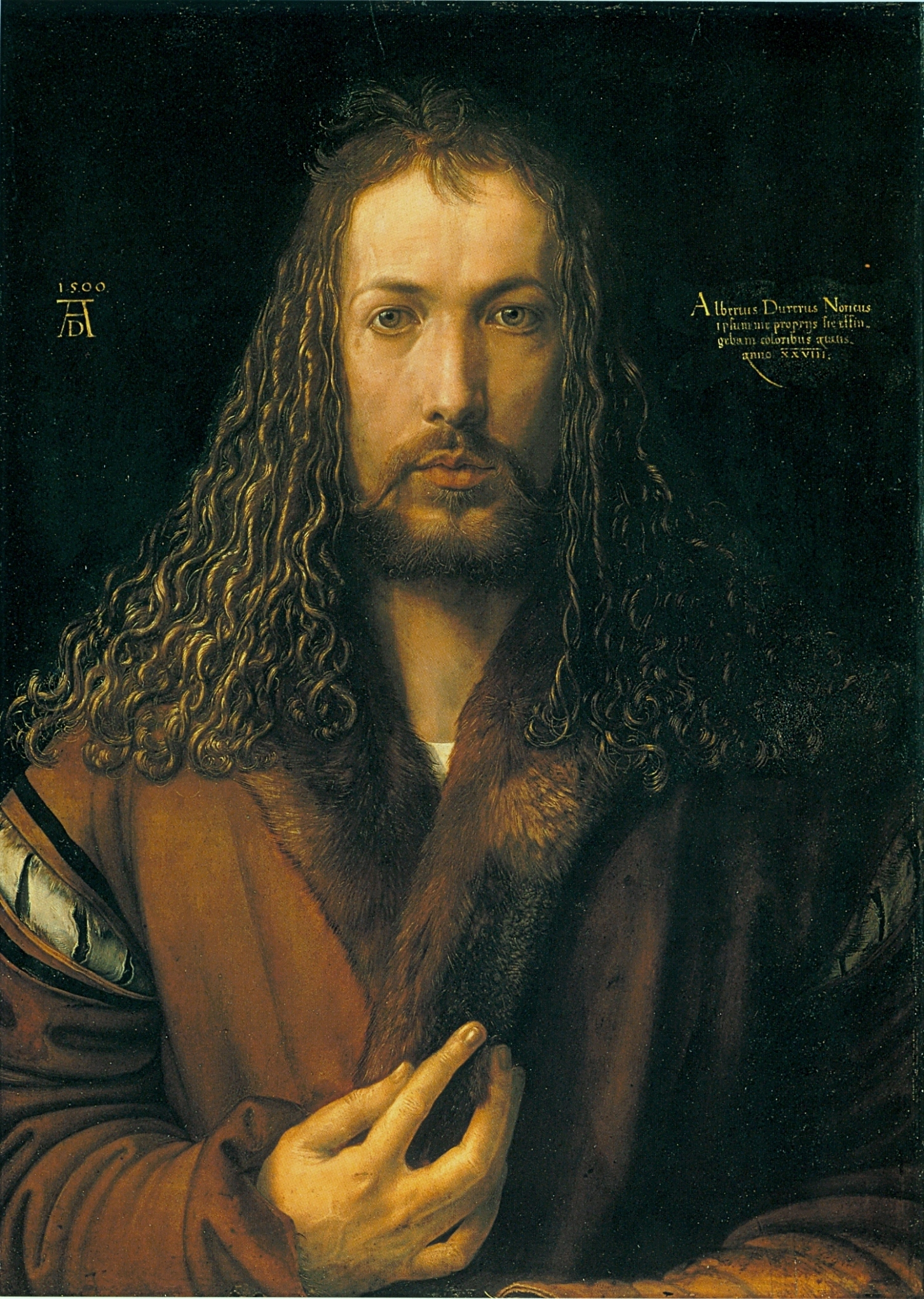
Alberto Durero: Autorretrato, 1500, óleo sobre lienzo, 67 × 49 cm, Alte Pinakothek, Múnich.

Muchas innovaciones en las diversas formas del retrato se desarrollaron durante este fértil período. En esta época circularon con frecuencia pequeños retratos miniados o pintados, que difundían las imágenes entre las cortes, a menudo con intereses matrimoniales. Esta tradición del retrato en miniatura siguió siendo popular hasta la época de la fotografía, desarrollando las habilidades de los pintores de las miniaturas en los manuscritos iluminados. Los retratos de perfil sobre medallas o medallones se hicieron populares recuperando modelos antiguos desde principios del siglo XIV, como los de Pisanello; fueron particularmente populares en Italia entre 1450 y 1500. Las medallas, con sus imágenes en ambas caras, también inspiraron una breve moda por cuadros de dos caras a principios del Renacimiento. La escultura clásica, como el Apolo de Belvedere, también influyó en la elección de posturas utilizada por los retratistas renacentistas, poses que han seguido siendo usadas a lo largo de los siglos.
En la Italia de esta época, se hizo popular el retrato de compromiso, una especialidad de Lorenzo Lotto. Durante el Alto Renacimiento, las pinturas de retrato eran generalmenbte muy pequeñas y a veces estaban cubiertas por tapas protectoras, con bisagras o paneles que se deslizaban. También se difundió el uso de insertar retratos de personajes contemporáneos en las escenas pintadas, sean sacras o profanas, como ocurre con Simonetta Vespucci que aparece en varios cuadros de Botticelli, como en el célebre Nacimiento de Venus.

Hans Holbein el Joven: Retrato de Tomás Moro, 1527, temple sobre tabla, 74,2 × 59 cm, Colección Frick, Nueva York.

Entre los retratistas alemanes destacados estuvieron Lucas Cranach el Viejo, Alberto Durero y Hans Holbein el Joven todos los cuales destacaron en la técnica de pintura al óleo. Cranach fue uno de los primeros artistas que aceptó encargos de pintar de cuerpo entero a tamaño natural, una tradición popular de entonces en adelante. Fue el restrista de Lutero y Melanchton. En aquella época, Inglaterra carecía de pintores de primera categoría, por lo que los patronos ingleses contrataban a artistas como Holbein. Su pintura de santo Tomás Moro (1527), su primer mecenas importante en Inglaterra, tiene casi el realismo de una fotografía. Holbein tuvo gran éxito pintando a la familia real, incluyendo a Enrique VIII. Creó un tipo de retrato de corte muy imitado en la Inglaterra isabelina. Durero retrató a sus modelos con gran profundidad psicológica, y es uno de los primeros grandes artistas que hizo una serie de autorretratos, incluyendo una pintura totalmente frontal. También situó su figura de autorretrato (como un espectador) en varias de sus pinturas religiosas. Durero comenzó a hacer autorretratos a la edad de trece años. Más tarde, Rembrandt amplificaría esa tradición.
Antonello da Messina fue uno de los primeros italianos que aprovechó el óleo. Formado en Bélgica, se instaló en Venecia alrededor de 1475 y ejerció gran influencia sobre Giovanni Bellini y la escuela del Norte de Italia. Durante el siglo XVI, el óleo se extendió por toda Europa, permitiendo una presentación más suntuosa de joyas y vestuario. También afectó a la calidad de las imágenes el cambio de la madera al lienzo, lo que comenzó en Italia a principios del siglo XVI y se extendió hacia el norte de Europa a lo largo de los cien años siguientes. El lienzo resiste el craquelado mejor que la madera, conserva mejor el pigmento y necesitaba menos preparación aunque era inicialmente más escaso que la madera.
En Venecia alrededor de 1500, Gentile y Giovanni Bellini dominaron el retrato, recibiendo principalmente encargos de los líderes de la República. Su retrato del Dogo Loredan está considerado uno de los mejores retratos del Renacimiento y hábilmente demuestra la maestría del artista en la recién llegada técnica de la pintura al óleo. Bellini es también uno de los primeros artistas europeos que firmó su obra, aunque rara vez dató los cuadros.
Durante el Renacimiento, la nobleza florentina y milanesa, en particular, quería representaciones más realistas de ellos mismos. El desafío de crear vistas de cuerpo entero o tres cuartos estimularon la experimentación y la innovación. Casi todos los grandes maestros se dedicaron al retrato (Piero della Francesca, Domenico Ghirlandaio, Lorenzo di Credi, Antonello da Messina, Botticelli, Leonardo, Ticiano, Rafael...), expandiendo su técnica y añadiendo el retrato a los temas tradicionales de historia clásica y religiosa. Leonardo y Pisanello estuvieron entre los primeros artistas italianos que añadieron símbolos alegóricos a sus retratos seculares. Los pintores italianos del Alto Renacimiento representaban a sus modelos de medio cuerpo, las poses eran solemnes, pero los trajes son más bien sobrios.

Leonardo da Vinci: La Gioconda, 1503-06, óleo sobre tabla, 77 × 53 cm, Museo del Louvre, París.

En Occidente uno de los retratos más famosos es La Gioconda de Leonardo, llamada también Mona Lisa por Lisa Gherardini. En él se alcanzó un extraordinario efecto psicológico, como en las mejores obras de Ticiano. La famosa «sonrisa de Mona Lisa» es un excelente ejemplo de aplicar una sutil asimetría a un rostro. En sus notas, Leonardo aconseja sobre las cualidades de la luz en la pintura de retrato:
«Un nivel muy alto de gracia en la luz y la sombra se añade a las caras de los que se sientan en los umbrales de las habitaciones a oscuras, donde los ojos del observador ven la parte sombreada de la cara oscurecida por las sombras del cuarto, y ven la parte iluminada de la cara con la mayor brillantez que el aire le da. A través de este aumento en las luces y las sombras, se da mayor relieve a la cara».
Leonardo terminó relativamente pocas obras, pero entre ellas hay otros retatos memorables como los de las nobles Ginebra de Benci y Cecilia Gallerani.
Los retratos que quedan de Rafael son más numerosos, y en ellos muestra una gran variedad de poses, iluminación y técnica. Más que producir innovaciones revolucionarias, el gran logro de Rafael fue el fortalecimiento y refinamiento de las corrientes desarrolladas con el arte renacentista. Fue particularmente experto en el retrato de grupo. Su obra maestra La escuela de Atenas es uno de los más destacados frescos de grupo, conteniendo retratos de Leonardo, Miguel Ángel, Bramante y el propio Rafael, disfrazados de filósofos antiguos. No era el primer retrato de grupo de artistas. Décadas antes, Paolo Uccello había pintado un retrato de grupo incluyendo a Giotto, Donatello, Antonio Manetti y Brunelleschi. Conforme ganó en prominencia, Rafael se convirtió en el retratista favorito de los papas. Su Retrato del humanista Castiglione repite diez años más tarde prácticamente la misma postura que La Gioconda, con tonos igualmente suaves, casi monocromo en marrón y gris, representando ambas figuras el ideal renacentista de moderación de una discreta elegancia. La mayoría de los artistas renacentistas aceptaban con avidez encargos de retratos, y muy pocos los rechazaban. Miguel Ángel fue una notable excepción, pues no reprodujo efigies realistas de personajes, salvo, quizá, y con intenciones denigratorias, en el Juicio Final.
Ticiano incluye el retrato psicológico en sus retratos «de aparato» o de corte. El retrato psicológico tiene un propósito generalmente íntimo. Ticiano continuó en Venecia de la obra de Bellini, pero ampliando la variedad de poses y posturas de sus personajes, generalmente de la realeza (retrato de corte). Fue quizás el primer gran retratista de niños. Después de que sucumbiese a la peste, Tintoretto y el Veronés se convirtieron en los principales artistas venecianos, contribuyendo a la transición al manierismo italiano. Jacobo Tintoretto retrató a magistrados y funcionarios de color y forma más sobrios que Ticiano. Los manieristas contribuyeron con muchos retratos excepcionales que enfatizaban la riqueza del material y las posturas elegantemente complejas, como en las obras de Agnolo Bronzino y Jacopo da Pontormo. Bronzino se hizo famoso con los retratos de los Médicis. Su atrevido retrato de Cosme I de Médicis muestra el austero gobernante con su ojo cauteloso mirando fijamente hacia el extremo de la izquierda, en claro contraste con la mayoría de pinturas reales que muestran a sus modelos como soberanos benignos. El Greco, que se formó en Venecia durante doce años, siguió un camino más extremado tras su llegada a España, enfatizando su «visión interior» del modelo hasta el punto de disminuir la realidad de la apariencia física.

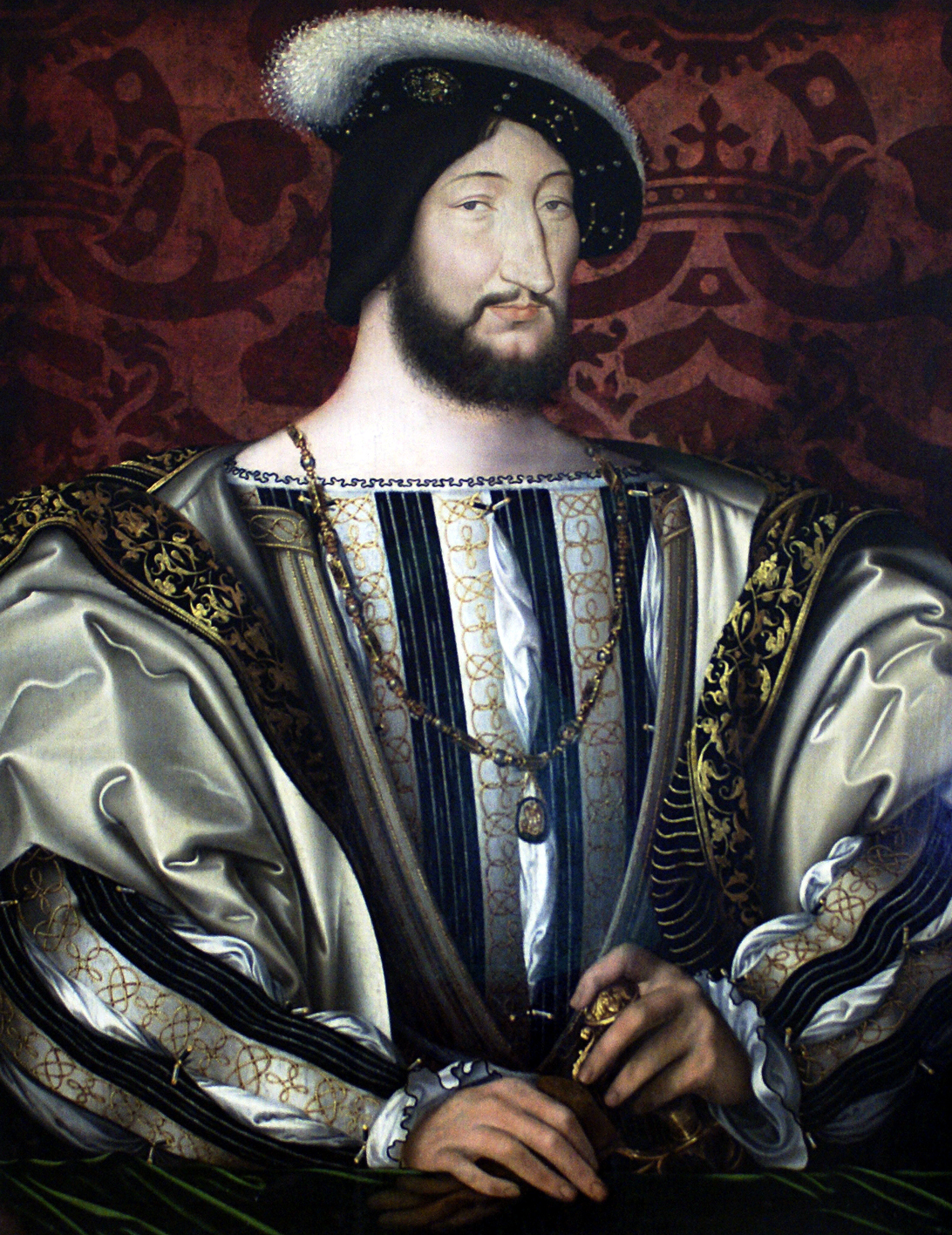
Opulento «retrato de corte» francés: Jean y François Clouet, retrato de Francisco I, hacia 1525, óleo sobre tabla, 96 × 74 cm, Museo del Louvre, París.

Sus retratos del Inquisidor Niño de Guevara o Paravicino evidencian la psicología de los españoles de la época. Una de las mejores retratistas del siglo XVI italiano fue Sofonisba Anguissola de Cremona, quien alcanzó nuevos niveles de complejidad en sus retratos individuales y de grupo.
El retrato de corte en Francia comenzó cuando el artista flamenco Jean Clouet pintó su opulento retrato de Francisco I de Francia alrededor de 1525. El rey Francisco fue un gran mecenas y un avaricioso coleccionista de arte que invitó a Leonardo da Vinci a vivir en Francia durante sus últimos años. La Mona Lisa permaneció en Francia después de que Leonardo muriera allí. También Corneille de Lyon cultiva el retrato objetivo y frío de la Francia renacentista. Antonio Moro, retratista de Felipe II, creó un tipo de retrato cortesano que más tarde se extendió por toda Europa. Discípulo suyo fue Alonso Sánchez Coello, quien adoptó su forma de tratar con detalle el traje y las joyas al tiempo que se sentía la influencia de Ticiano en su penetración psicológica y la ligereza de su técnica. Su discípulo Juan Pantoja de la Cruz tenía una técnica más dura, recreándose en las gorgueras que eran la moda propia de la época de Felipe III.
Los primeros autorretratos del arte occidental aparecieron en esta época, cuando los artistas pintaban su propia cara entre la muchedumbre, en origen en escenas narrativas. Primero fue un elemento más en un cuadro de grupo (a este respecto, Leon Battista Alberti aconsejó a los artistas retratarse mirando al espectador), luego se trató de forma independiente. Se cree que el autorretrato en miniatura más antiguo es el de Nicholas Hilliard de 1575, aunque no fue el primero que creó una imagen de sí mismo, pues ya a principios de siglo lo había hecho Durero en sus lienzos. El género del autorretrato cobró más importancia después del período clásico.

### Barroco y rococó

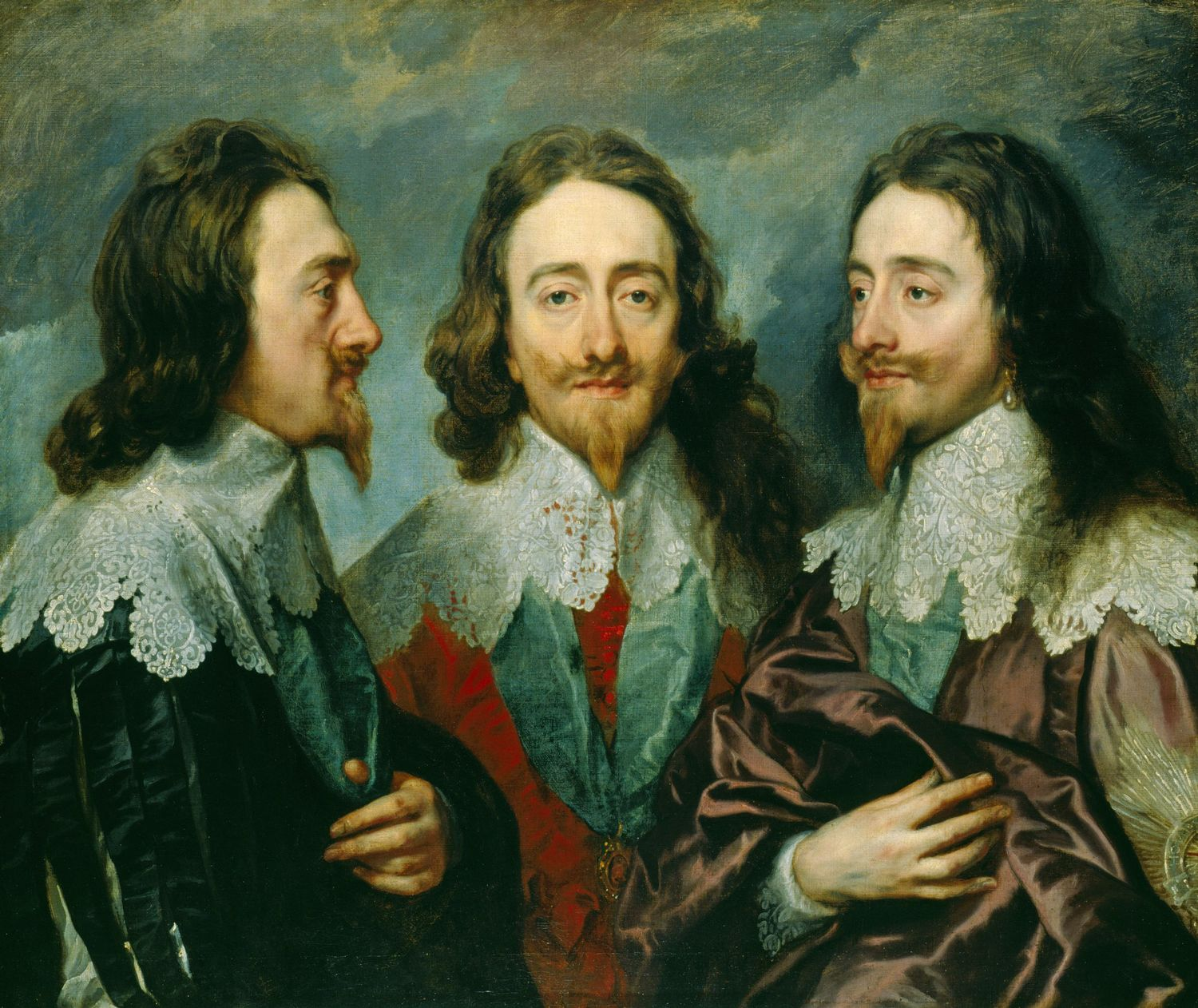
Anton van Dyck: Triple retrato de Carlos I, 1635-36, óleo sobre lienzo, 85 × 100 cm, Royal Art Collection, Londres.

Durante los períodos barroco y rococó, en los siglos XVII y XVIII, los retratos adquirieron aún mayor importancia como documentación del estatus y posición. Dentro de una sociedad cada vez más dominada por la burguesía, las representaciones de individuos lujosamente vestidos al lado de símbolos de pujanza y de riqueza temporal contribuyeron de manera eficaz a la afirmación de su autoridad. Van Dyck y Rubens destacaron en este género. Rubens se inspiró en los venecianos para crear un retrato cortesano en la que no se descuida la penetración psicológica (retratos de María de Médicis). El retrato de Rubens y su primera esposa (1609) en sus trajes de boda es un ejemplo de virtuoso del retrato de pareja. Su estudio fue uno de los más grandes de la época, empleando a artistas de bodegón, paisajes, animales y escenas de género, además del retrato. Van Dyck se formó allí durante dos años. Carlos I de Inglaterra empleó primero a Rubens, y luego importó a van Dyck como su pintor de corte, nombrándole caballero y confiriéndole estatus cortesano. Ya desde su estancia en Italia, en la que representó a la nobleza genovesa, Van Dyck se especializó en el retrato cortesano. Introdujo en los retratos elementos de encuadre como por ejemplo caballos o pajes. No solo adoptó los métodos de producción de Rubens y sus habilidades comerciales, sino también sus maneras y apariencia elegante. Se dijo de él que «Siempre iba magníficamente vestido, tenía un equipaje numeroso y galante, y mantenía en su apartamento una mesa tan noble, que pocos príncipes eran más visitados o mejor servidos».

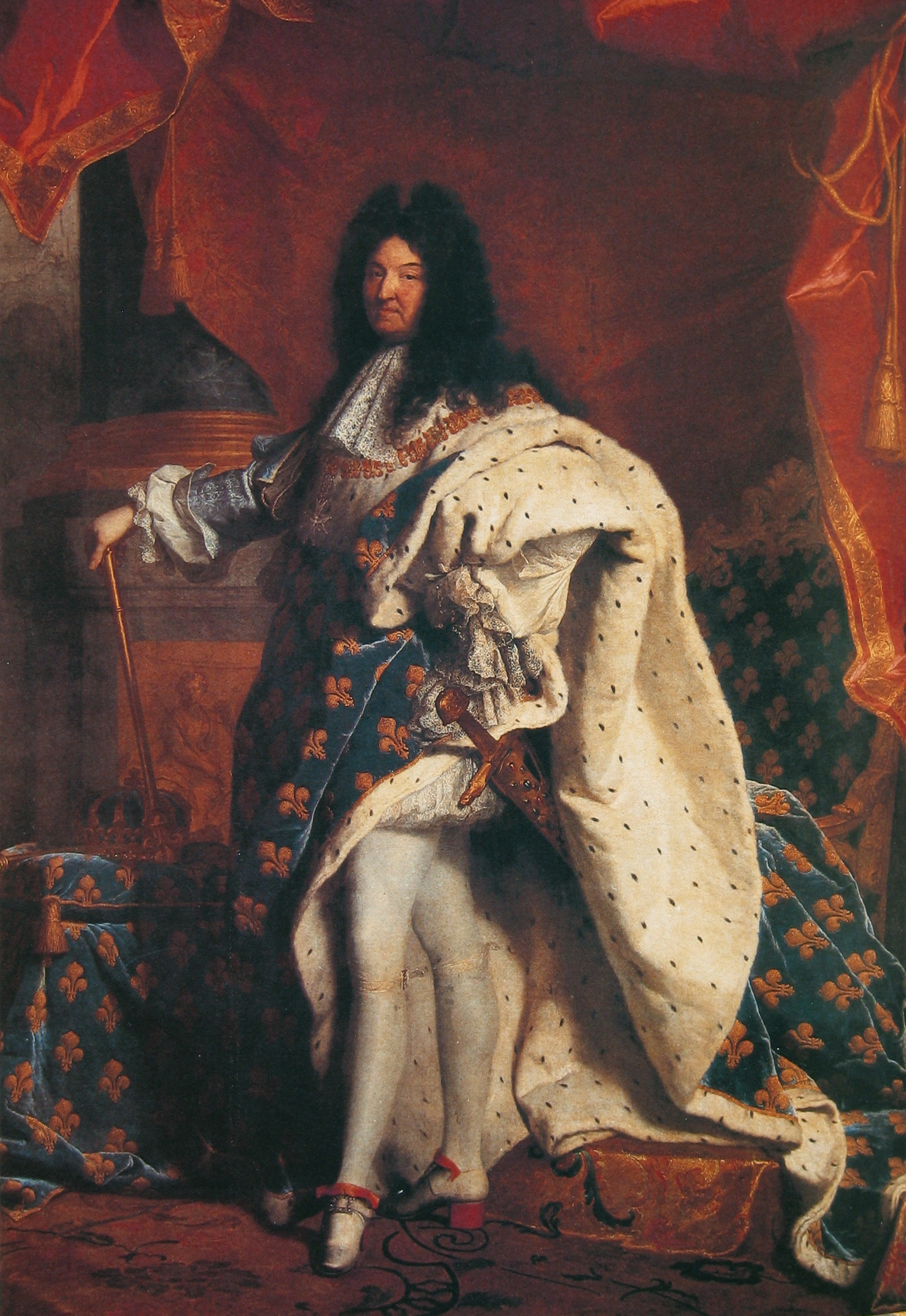
Hyacinthe Rigaud, Luis XIV, 1701-1702, óleo sobre lienzo, 279 × 190 cm, Museo del Louvre, París.

Rembrandt: La ronda de noche o La milicia del Capitán Frans Banning Cocq, 1642, óleo sobre lienzo, 363 × 437 cm, Rijksmuseum, Ámsterdam.

En Francia se creó un tipo de retrato de corte que recibe las influencias de la pintura flamenca, en particular, con elementos de Rubens y de Van Dyck. Philippe de Champaigne creó dos tipos de retratos: el intimista o burgués (como en el Retrato exvoto de su hija y la Madre Arnoult) y el cortesano en la que lo importante era el gesto del modelo y la ropa que vestían (Retrato de Richelieu). En esta segunda línea trabajaron Nicolas de Largillière y Hyacinthe Rigaud, quien dominó aproximadamente de la misma manera que Van Dyck en Inglaterra, como un destacado cronista de la realeza, pintando los retratos de cinco reyes franceses.
Una de las innovaciones del arte del Renacimiento había sido la mejora de la representación de las expresiones faciales para acompañar a las diferentes emociones. En 1586 se había publicado la Fisonomía humana, de Gian Battista della Porta, que habría de convertirse en el manual básico de fisonomía para los artistas barrocos; en él se sistematizaba el conocimiento sobre las expresiones del rostro humano, además de establecer analogías entre el rostro humano y el de los animales, una tabla de caracteres y una tipología racial. El holandés Rembrandt exploró las diferentes expresiones de rostro humano, especialmente a través de sus más de 60 autorretratos. Este interés en el rostro humano también alimentó la creación de las primeras caricaturas, atribuidas a la Academia Carracci, dirigida por pintores de la familia Carracci a finales del siglo XVI en Bolonia, Italia.
El retrato colectivo o retrato de grupo se produjo en gran número durante el periodo barroco, particularmente en los Países Bajos. A diferencia del resto de Europa, los pintores holandeses no recibieron encargos de la iglesia calvinista que había prohibido tales imágenes, ni de la aristocracia, que virtualmente no existía. En lugar de ello, los encargos venían de asociaciones cívicas y comerciales. El pintor holandés Frans Hals está considerado el precursor de este género, con pinceladas fluidas de vívido color animando sus retratos, entre los que estaban los de las corporaciones (Banquete de los arcabuceros de San Jorge de Haarlem, Las regentes del asilo de ancianos de Haarlem). No era una mera acumulación de varios retratos en un solo lienzo, sino que los personajes se interrelacionan y dan la imagen de una auténtica comunidad.
Rembrandt se benefició grandemente de semejantes encargos y de la apreciación general que hacia el arte sentían los clientes burgueses, que apoyaban el retrato así como el bodegón y los paisajes. Es considerado uno de los grandes retratistas de este siglo. Gracias a la gran demanda, Rembrandt pudo experimentar con la técnica y la composición poco convencional, como el claroscuro. Demostró estas innovaciones, de las que los maestros italianos como Caravaggio fueron pioneros, principalmente en La ronda de noche (1642). Otro ejemplo de retrato de grupo es La lección de anatomía del doctor Tulp (1632), en la que baña el cadáver en luz brillante para atraer la atención hacia el centro de la pintura mientras que la vestimenta y el fondo se funden en negro, destacando los rostros del cirujano y de los estudiantes. Es el primer cuadro que Rembrandt firmó con su nombre completo. Los síndicos de los pañeros fue su última obra de este género. En aquella época surgieron en Holanda los primeros mercados significativos del arte y la figura del marchante.
En España, Zurbarán hizo auténticos retratos en sus cuadros monásticos, como el de Fray Gonzalo de Illescas (1639). Pero el gran retratista del Siglo de Oro español fue Velázquez. El éxito de Velázquez nada más llegar de Sevilla a la corte, radicó en la admiración suscitada por sus retratos, considerándose como supremo retratista por su superior calidad en este género, incluso cuando retrataba a personas de escasa o nula importancia social. En sus retratos, desde el Inocencio X que realizó en su viaje a Italia de 1649, como en elRetrato de Juan de Pareja, su pincel toma la influencia veneciana y se hace más ligero, casi impresionista, como tantas veces se ha dicho. Pintó Las Meninas (1656), uno de los más famosos y enigmáticos retratos de grupo de todos los tiempos. Conmemora al artista y a los niños de la familia real española y aparentemente los modelos son la pareja real que solo se ve como un reflejo en el espejo. Comenzando como un pintor de género, Velázquez pronto alcanzó prominencia como pintor de corte de Felipe IV, destacando en el arte del retrato, y en particular ampliando la complejidad de los retratos de grupo. La generación posterior, reinando Carlos II, cultiva el retrato cortesano en un estilo que a veces recuerda a Van Dyck, con nombres como el de Juan Carreño de Miranda, José Antolínez y el propio Murillo.

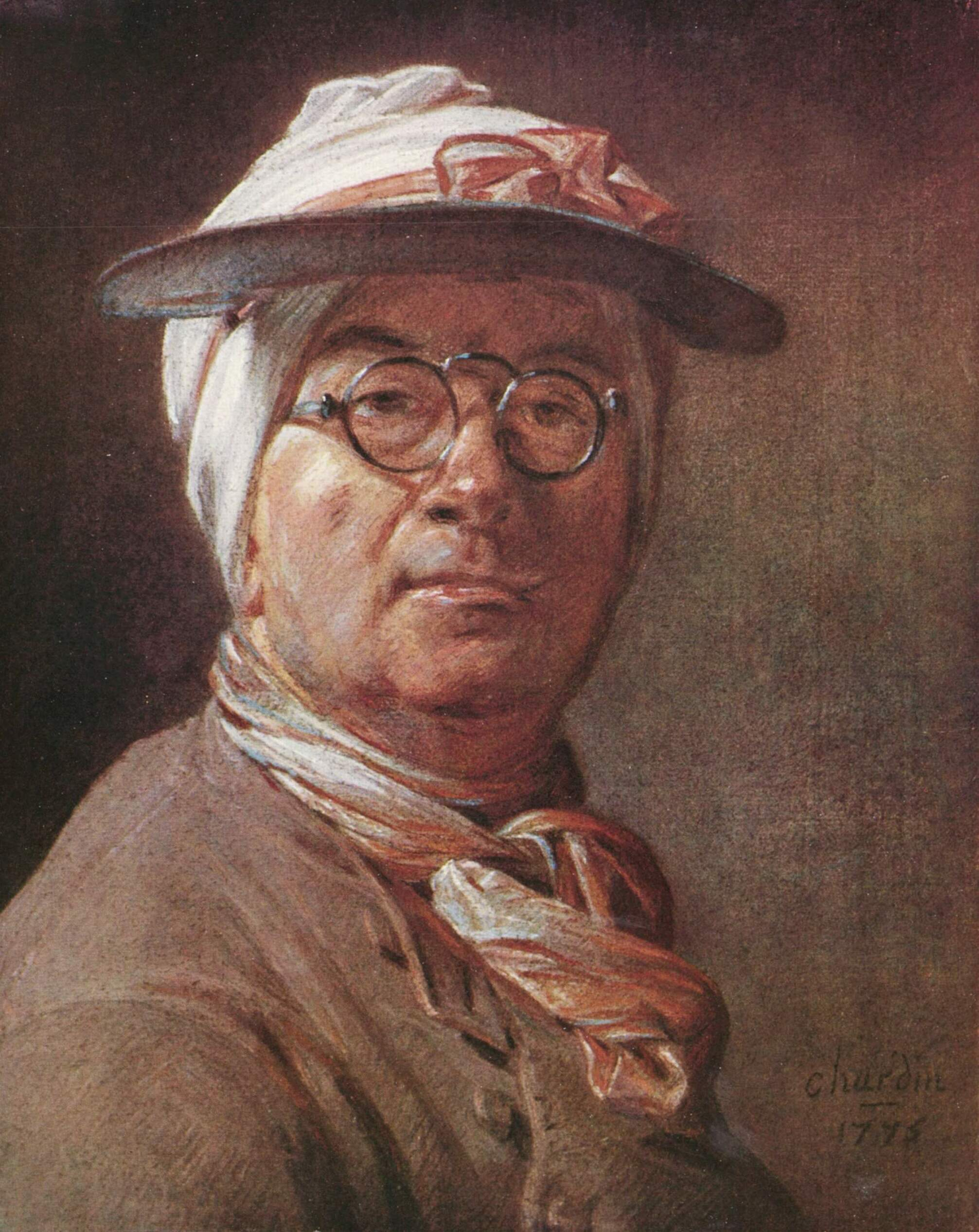
Autorretrato de carácter «íntimo»: Jean Siméon Chardin, Autorretrato con visera, 1775, pastel, 46 × 38 cm, Museo del Louvre, París.

Los artistas rococó, que estuvieron particularmente interesados en la ornamentación rica e intrincada, fueron maestros del retrato refinado. Prestaron gran atención a los detalles en el vestido y la textura, haciendo de los retratos eficaces transmisores de la vida mundana, como ocurre en los famosos retratos que hizo François Boucher de Madame de Pompadour, vestida con inflados trajes de seda. Como preciosas muñecas con trajes lujosos retrató Nattier las favoritas del rey, como la Pompadour y la du Barry. Fragonard, en torno a 1770, representó «figuras de fantasía», generalmente modelos desconocidos aunque a veces personajes notables en los que se expresa la vitalidad de personas apasionadas en bustos casi en torsión, como se ve en el retrato del abad de Saint-Non.
Herederos de Van Dyck fueron los primeros grandes retratistas de la escuela británica: Gainsborough y Reynolds, quienes también se especializaron en vestir a sus modelos de una manera llamativa. El muchacho de azul pintado por Gainsborough es uno de los retratos más famosos y reconocidos de todos los tiempos, pintado con pinceladas muy largas y fino color al óleo para lograr el efecto brillante del traje azul. Gainsborough también destacó por el elaborado escenario en que situaba a sus modelos. Los dos artistas británicos tenían ideas opuestas sobre el uso de ayudantes. Reynolds los empleaba con regularidad, a veces haciendo solo el 20 por ciento de la pintura él mismo, mientras que Gainsborough lo hizo raramente. A veces un cliente obtendría una promesa del artista, como hizo sir Richard Newdegate del retratista Peter Lely, sucesor de van Dyck en Inglaterra, quien prometió que el retrato sería «de cabo a rabo pintado por mis propias manos».

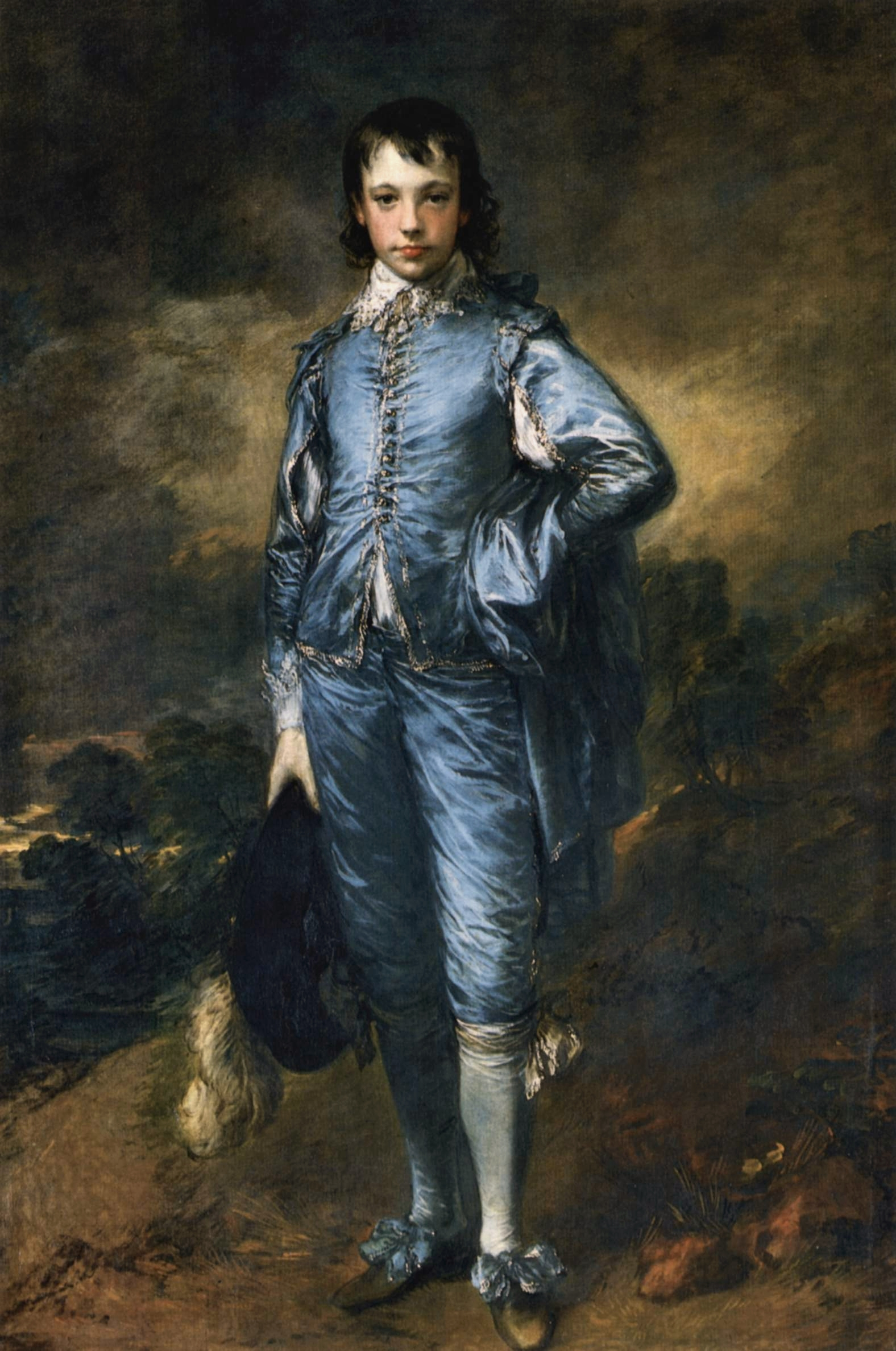
Thomas Gainsborough: El muchacho de azul, 1770, óleo sobre lienzo, 178 × 122 cm, Huntington Art Gallery, San Marino (California).

A diferencia de la exactitud demostrada por los maestros flamencos, Reynolds resumió su enfoque al retrato afirmando que «la gracia y, podríamos añadir, el parecido, consiste más en captar el aire general que en observar la similitud exacta de cada rasgo». Más joven, George Romney, retrató a Lady Hamilton con un aire prerromántico. También destacó en Inglaterra William Hogarth, quien se resistió a los métodos convencionales introduciendo toques de humor en sus retratos. Su Autorretrato con Pug es claramente más una imagen humorística de su mascota que una pintura auto-indulgente.
Fue en el campo del retrato en el que las pintoras ganaron renovada importancia en el siglo XVIII. Entre ellas estuvieron la francesa Élisabeth Vigée-Lebrun, la pintora italiana al pastel Rosalba Carriera y la suiza Angelica Kauffmann. También fueron muy apreciados durante ese siglo los pintores de miniaturas, pintadas con increíbles precisión y a menudo encerradas en medallones de oro o esmalte.
Jean Ranc, discípulo de Rigaud, introdujo en la España del siglo XVIII el retrato de corte francés, elegante y recargado. Louis-Michel van Loo retrató a la Familia de Felipe V con gran aparatosidad. También en la España de los primeros Borbones trabajaron el refinado retratista italiano Jacopo Amigoni y el alemán Anton Rafael Mengs, dentro del frío refinamiento rococó.
En los Estados Unidos, fue especialmente bien considerado John Singleton Copley, formado en el refinado estilo británico; destacó por retratos de cuerpo entero y miniaturas, con sus pinturas hiperrealistas de Samuel Adams y Paul Revere. Copley también destacó por intentar fusionar el retrato y el arte, académicamente más considerado, de la pintura de historia, a través de sus retratos de grupo de famosos militares. Igualmente famoso fue Gilbert Stuart que pintó más de mil retratos y fue especialmente conocido por su retrato de presidentes; solo de George Washington pintó más de 100 réplicas. Stuart trabajaba rápidamente con pinceladas más suaves y menos detalladas que las de Copley para captar la esencia de sus sujetos. A veces hacía varias versiones para que el cliente escogiera su favorita. Conocido por los tonos rosados de sus mejillas, Stuart escribió, «la carne no es como ninguna otra sustancia bajo el cielo. Tiene toda la alegría de la tienda del sedero sin su brillo chillón, y toda la suavidad de la caoba antigua, sin su tristeza». Otros destacados retratistas estadounidenses de la época colonial fueron John Trumbull, Benjamin West y Charles Willson Peale.

### SigloXIX
A finales del siglo XVIII y principios del XIX, los artistas neoclásicos continuaron la tradición de representar a los sujetos a la última moda, lo que para las mujeres de la época significaba diáfanos vestidos derivados de los estilos de ropa de la época antigua de Grecia y Roma. Los artistas solían usar luz dirigida para definir textura y la simple redondez de los rostros y los miembros. Los pintores franceses Jacques-Louis David y Jean Auguste Dominique Ingres demostraron virtuosismo en esta técnica similar a la del dibujante así como un buen ojo para el carácter. Ingres, un estudiante de David, destacó por sus retratos en los que un espejo se pinta detrás del sujeto para simular una vista trasera del modelo. Su retrato de Napoleón en el trono imperial es una hazaña de la retratística real.

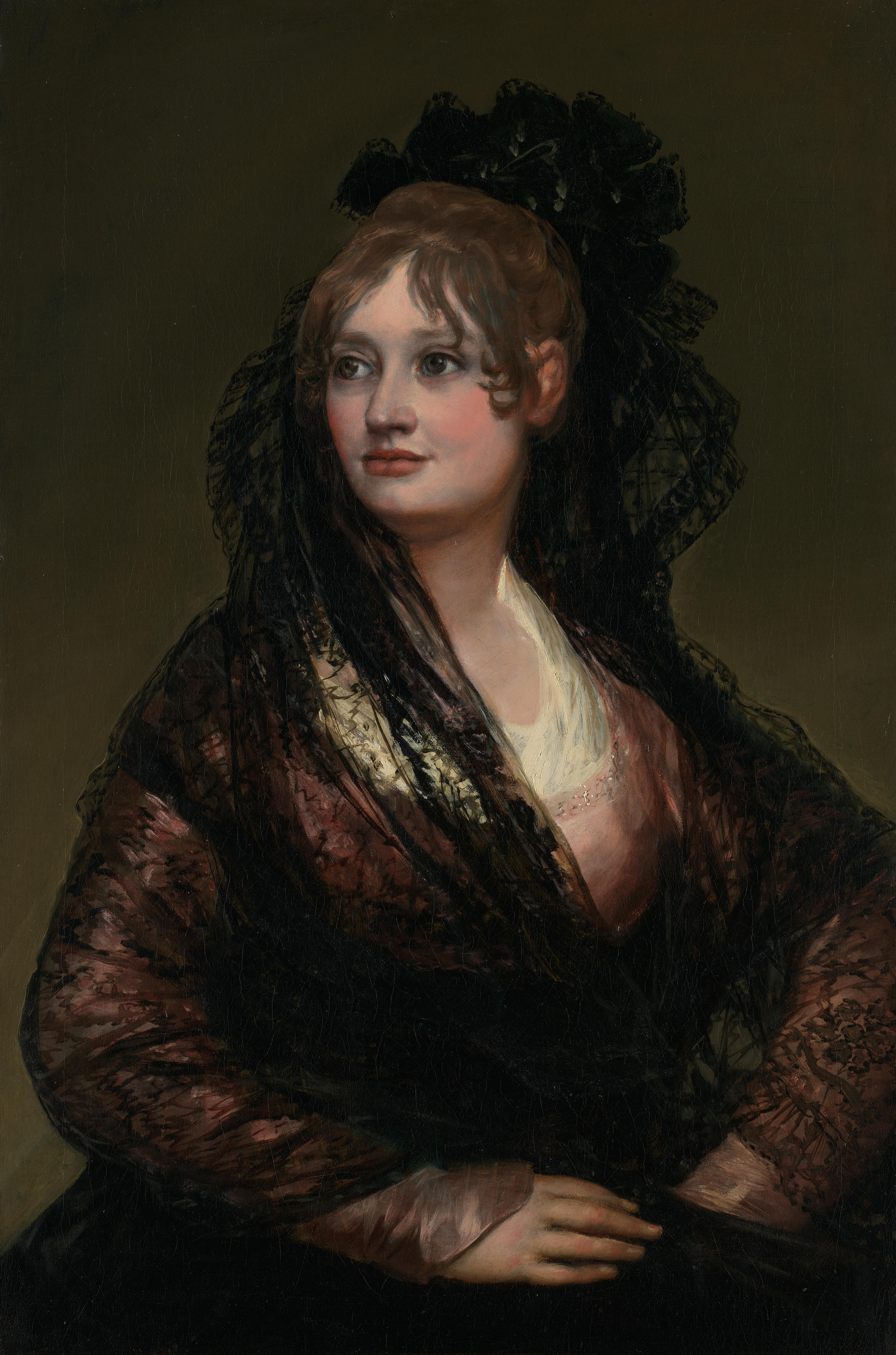
Goya, Isabel Porcel, h. 1805, óleo sobre tabla, 82 × 54 cm, National Gallery, Londres.

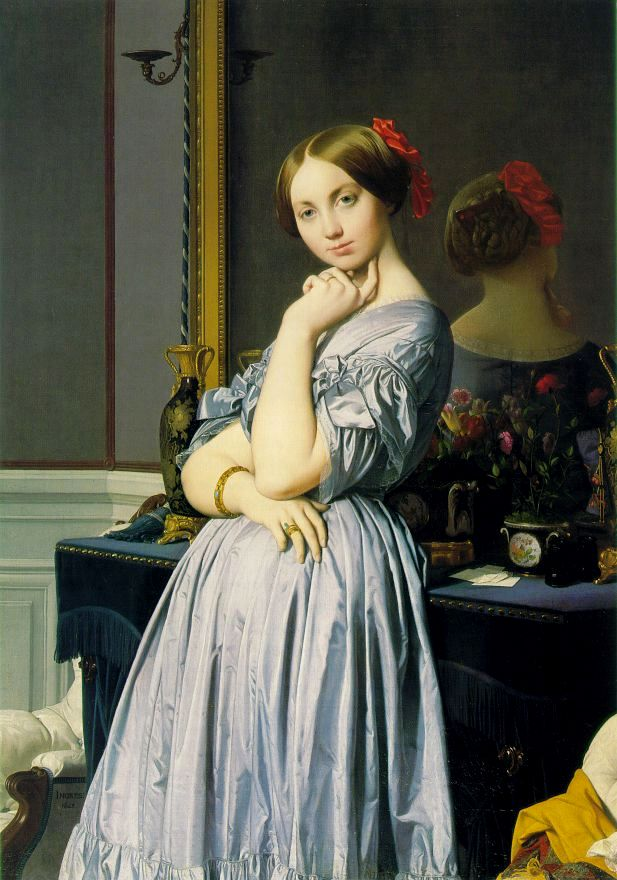
Con un espejo pintado tras el sujeto se simula una vista trasera: J.A.D. Ingres, La condesa de Haussonville, 1845, óleo sobre lienzo, 131,8 × 92 cm, Colección Frick, Nueva York.

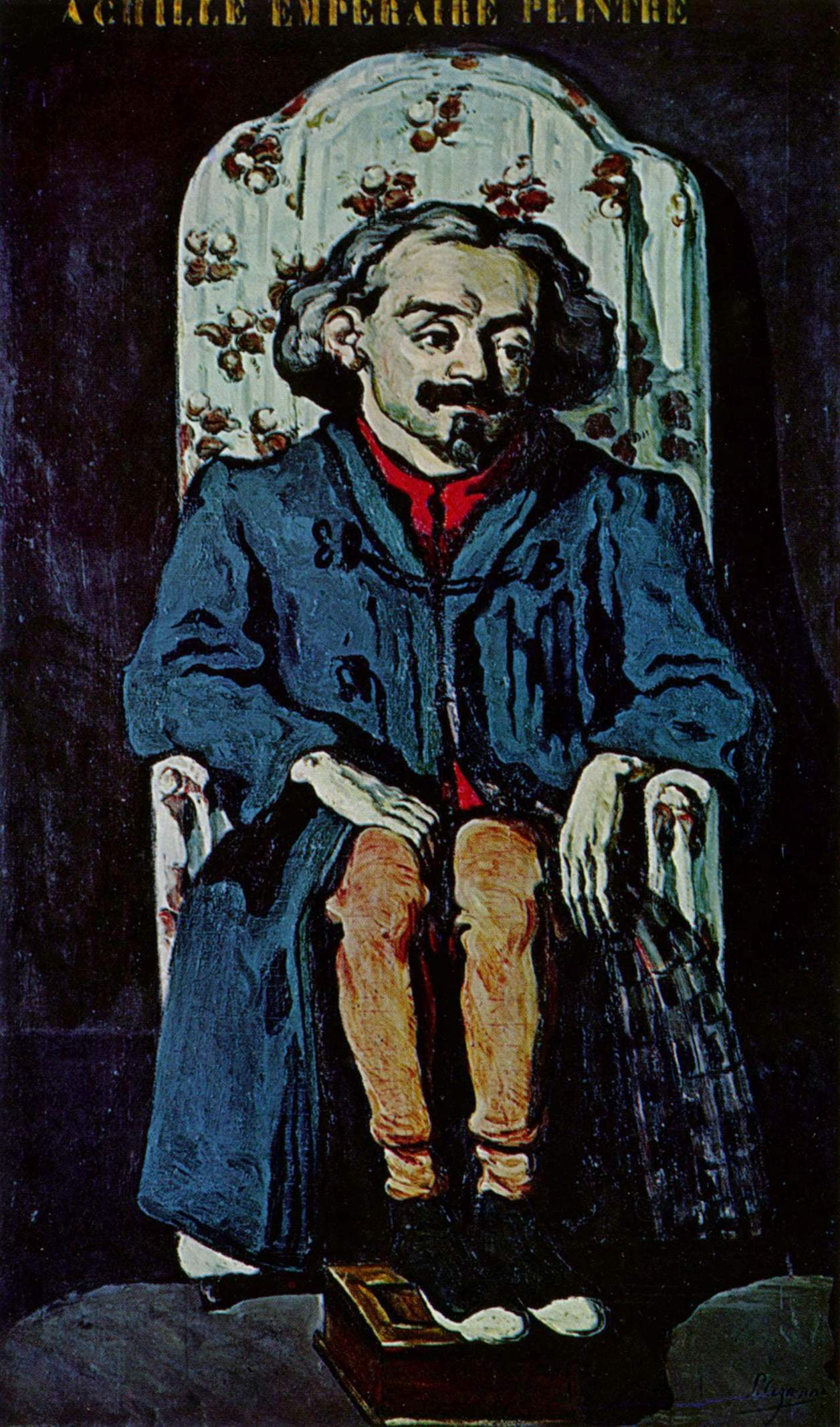
Paul Cézanne, Retrato de Achille Emperaire, 1869-1870, óleo sobre lienzo, 200 × 120 cm, Museo de Orsay, París.

Los artistas románticos que trabajaron durante la primera mitad del siglo pintaron retratos de líderes inspirados, bellas mujeres y agitados sujetos, usando vivas pinceladas y una iluminación dramática, a veces deprimente. Los artistas franceses Eugène Delacroix y Théodore Géricault pintaron bellos retratos de este tipo, en particular de gallardos jinetes. También destaca la serie que hizo Géricault de enfermos mentales (1822-1824). El pintor español Francisco de Goya pintó algunas de las imágenes más buscadas y provocativas de la época, incluyendo La maja desnuda (h. 1797-1800), así como famosos retratos de corte de Carlos IV, y lo hizo de manera tan implacable y menos aduladora que resulta difícil entender cómo fueron tan aceptados y estimados en su tiempo.
Los realistas del siglo XIX como Gustave Courbet, crearon retratos objetivos representando a personas de clase baja y media. Courbet pintó varios autorretratos mostrándose a sí mismo en varios estados de ánimo y expresiones. Honoré Daumier produjo muchas caricaturas de sus contemporáneos. El pintor francés Édouard Manet, fue un importante artista de transición cuya obra oscila entre el realismo y el impresionismo. Era un retratista de destacada penetración y técnica, con su pintura de Stéphane Mallarmé como buen ejemplo de su estilo de transición.
En los Estados Unidos, Thomas Eakins fue el más destacado pintor de retratos, llevando el realismo a un nuevo nivel de franqueza, en particular con sus dos retratos de cirujanos trabajando; también representó a atletas y músicos en acción. En muchos casos, como en el Retrato de la señora Edith Mahon, transmite audazmente emociones poco halagadoras de tristeza y melancolía.
Los realistas dieron paso a los impresionistas en los años 1870. Edgar Degas fue ante todo un realista y su pintura Retrato de la familia Bellelli es una penetrante representación de una familia infeliz y uno de sus retratos más bellos. Monet y Renoir usaron como modelos a sus familiares y amigos, en parte debido a los escasos ingresos. Pintaban figuras aisladas o en pequeños grupos íntimos, al aire libre o en interiores bañados de luz. Caracterizados por su superficie luminosa y la riqueza de sus colores, estos retratos presentan a menudo un carácter intimista, alejado del retrato oficial. La artista estadounidense Mary Cassatt, que se formó y trabajó en Francia, es popular incluso ahora por sus atractivas pinturas de madres e hijos. Paul Gauguin y Vincent van Gogh, ambos postimpresionistas, pintaron reveladores retratos de gente que ellos conocían, remolinos de color no siempre halagadores. Son tan celebrados, o más, por sus poderosos autorretratos. Henri de Toulouse-Lautrec retrató a famosos intérpretes de teatro, entre ellos a Jane Avril, captándolos en movimiento.
John Singer Sargent también estuvo a caballo entre los dos siglos, pero rechazó un declarado impresionismo o postimpresionismo. Fue el más famoso pintor de retratos de su época, usando una técnica principalmente realista a menudo bañada en un brillante uso del color. Hizo con igual aptitud retratos individuales y de grupo, particularmente de las familias de clase alta. Está considerado el último gran exponente de la tradición retratística británica que comenzó con van Dyck. Otro destacado retratista estadounidense formado en el extranjero fue William Merritt Chase. La pintora de sociedad estadounidense Cecilia Beaux, llamada la «Sargent femenina», también estudió en el extranjero y se ciñó a los métodos tradicionales.

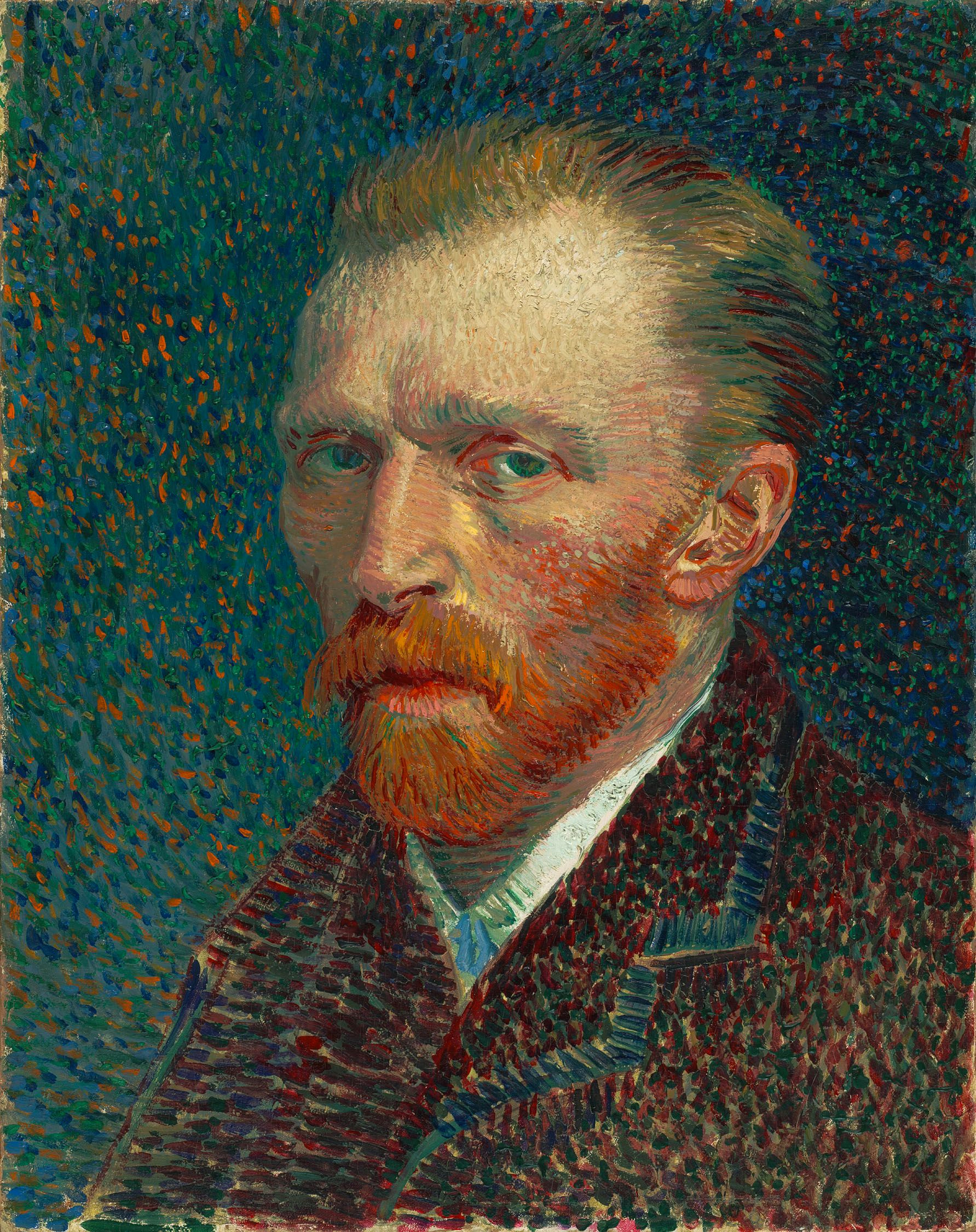
Vincent van Gogh, Autorretrato, 1887, óleo sobre cartón, 42 × 33,7 cm, Art Institute, Chicago.

James Abbott McNeill Whistler estuvo bien relacionado con los artistas europeos y también pintó algunos retratos excepcionales, siendo el más famoso su Arrangement in Grey and Black, The Artist's Mother (1871), también conocido como La madre de Whistler. Whistler usaba una paleta apagada para crear los efectos que pretendía, afirmando el equilibrio de color y los tonos suaves. Dijo que, «así como la música es la poesía del sonido, la pintura es la poesía de la vista, y el tema no tiene nada que ver con la armonía del sonido o del color».
El desarrollo de la fotografía en el siglo XIX tuvo un efecto significativo sobre el retrato, suplantando a la camera obscura que había sido usada con anterioridad como una ayuda en la pintura. Muchos modernistas marcharon a los estudios de fotografía para que les hicieran allí sus retratos, incluyendo a Baudelaire que, aunque proclamaba la fotografía un «enemigo del arte», se sintió atraído por la franqueza y el poder de la fotografía. Al proporcionar una alternativa barata, la fotografía suplantó gran parte del nivel inferior de la pintura de retrato. Algunos artistas realistas, como Eakins y Degas, entusiastas de la fotografía, la encontraban útil como ayuda en la composición. De los impresionistas en adelante, los pintores de retratos buscaron una miríada de formas de reinterpretar el retrato para competir efectivamente con la fotografía. Sargent y Whistler, entre otros, ampliaron su técnica para crear efectos que la cámara no podía captar.

### SigloXX

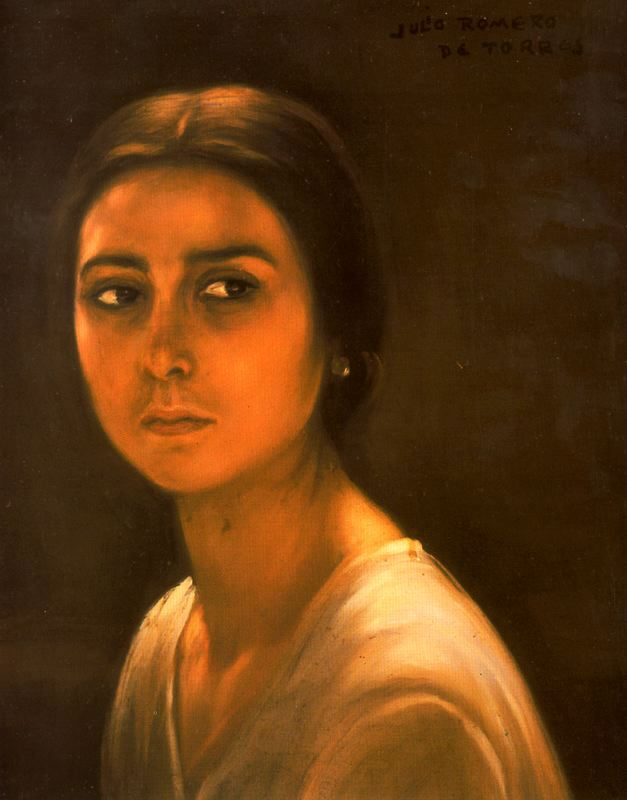
Mujer de Córdoba, (1928) de Julio Romero de Torres. Museo Julio Romero de Torres, Córdoba, España.

Los artistas de principios de siglo ampliaron los campos de exploración del retrato en nuevas direcciones, liberándolo de las dificultades de la semejanza visual. La forma y el color resultan lo principal en los retratos de Cézanne, mientras que la técnica de la pincelada y el color extremado dominan los retratos de André Derain y Henri Matisse. Cézanne utilizó formas muy simplificadas en sus retratos, evitando el detalle mientras subrayaba las yuxtaposiciones de color. El fauvista Matisse simplificó la línea y los colores para darles toda su fuerza expresiva, con lo que produjo poderosos retratos dando a la piel colores no naturales, incluso estridentes. El austriaco Gustav Klimt aplicaba motivos bizantinos y oro en sus retratos. Su alumno Oskar Kokoschka retrató a la clase superior vienesa. Picasso realizó numerosos retratos cubistas en los que apenas puede reconocerse al modelo, pues está terriblemente deformado para lograr una afirmación emocional que va mucho más allá de los límites de la caricatura normal.

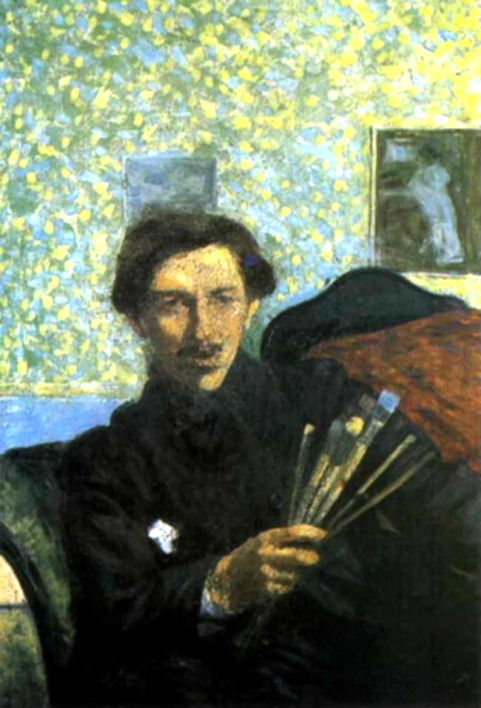
Umberto Boccioni, Autorretrato, 1905-1906.

Los pintores expresionistas proporcionan estudios psicológicos inquietantes e irresistibles. Artistas alemanes como Otto Dix y Max Beckmann produjeron notables ejemplos de retratos expresionistas. Beckmann fue un prolífico autorretratista, produciendo al menos veintisiete obras de este tipo. Amedeo Modigliani pintó muchos retratos en su estilo alargado que despreciaba a la «persona interior» para favorecer el estudio estricto de la forma y el color. Para conseguir esto, quitaba énfasis a los normalmente expresivos ojos y cejas reduciéndolos a rendijas ennegrecidas y simples arcos.
El arte británico estuvo representado por los vorticistas, que pintaron algunos destacados retratos a principios del siglo XX. El pintor dadaísta Francis Picabia ejecutó numerosos retratos en su estilo único. Además, los retratos de Tamara de Lempicka captaron con éxito la época art déco con sus curvas aerodinámicas, ricos colores y ángulos agudos. En los Estados Unidos, Robert Henri y George Bellows fueron buenos retratistas de los años veinte y treinta de la escuela realista americana. Max Ernst produjo un ejemplo de un moderno retrato de grupo con su pintura de 1922 All Friends Together.
La producción de retratos en Europa y América declinó, en líneas generales, en los años cuarenta y cincuenta, como resultado del creciente interés por la abstracción y el arte no figurativo. Una excepción, sin embargo, fue Andrew Wyeth que evolucionó hasta convertirse en el pintor de retratos realistas más destacado de los Estados Unidos. Con Wyeth, el realismo, aunque declarado, es secundario respecto a las cualidades tonales y estado de ánimo de sus pinturas. Esto queda ampliamente demostrado con su significativa serie de pinturas conocida como las pinturas «Helga», el mayor grupo de retratos de una sola persona de cualquier gran artista (247 estudios de su vecina Helga Testorf, vestida y desnuda, en diversos entornos, pintados durante el período 1971–1985).
En los sesenta y los setenta se produjo un renacimiento del retrato. Artistas ingleses como Lucian Freud y Francis Bacon han producido cuadros muy potentes. Los retratos de Bacon destacan por su cualidad de pesadilla. En mayo de 2008, el retrato de Freud Benefits Supervisor Sleeping (1995) fue vendido en subasta en Christie's en la ciudad de Nueva York por 33,6 millones de dólares, estableciendo un récord mundial por valor de venta de una pintura de un artista vivo. Muchos artistas estadounidenses contemporáneos, como Andy Warhol, Alex Katz y Chuck Close, hicieron del rostro humano un punto focal de su obra. La pintura que Warhol hizo de Marilyn Monroe es un ejemplo icónico. La especialidad de Close son los retratos de «cabeza» que ocupan toda una pared, enormes e hiperrealistas. Jamie Wyeth continúa la tradición realista de su padre Andrew, produciendo famosos retratos cuyos sujetos varían desde Presidentes a cerdos.